# Roda JC Kerkrade in het seizoen 2011/12
In het seizoen 2011-2012 speelt Roda JC Kerkrade, omdat ze in het voorgaande seizoen als zesde eindigden, nog steeds in de Eredivisie. Dit seizoen eindigde Roda JC Kerkrade op een tiende plaats.

## Transfers

### Vertrokken
| No. bij Roda | Nationaliteit | Naam                  | Positie      | Nieuwe club                                   | Reden van vertrek                                  |
| ------------ | ------------- | --------------------- | ------------ | --------------------------------------------- | -------------------------------------------------- |
| 8            | Nederland     | Willem Janssen        | Middenvelder | FC Twente                                     | Aflopend contract                                  |
| 12           | Nederland     | Eelco Horsten         | Verdediger   | VV UNA                                        | Koos voor maatschappelijke carrière                |
| 16           | België        | Stein Huysegems       | Aanvaller    | Lierse SK                                     | Einde huurperiode van Genk                         |
| 34           | België        | Jeanvion Yulu-Matondo | Aanvaller    | Levski Sofia                                  | Contract ontbonden                                 |
| 3            | Ghana         | Eric Addo             | Verdediger   | FC Eindhoven                                  | Aflopend contract                                  |
| 4            | Noorwegen     | Pa-Modou Kah          | Verdediger   | Al-Khor                                       | Aflopend contract                                  |
| 5            | België        | Vincent Lachambre     | Verdediger   | KVK Tienen                                    | Aflopend contract                                  |
| 10           | Nederland     | Anouar Hadouir        | Middenvelder | Alemannia Aachen                              | Aflopend contract                                  |
| 17           | Nederland     | Rihairo Meulens       | Aanvaller    | Almere City FC                                | Aflopend contract                                  |
| 19           | Macedonië     | Aleksandar Stankov    | Aanvaller    | FC Oss                                        | Contract ontbonden                                 |
| 24           | Macedonië     | Yani Urdinov          | Verdediger   | FK Rabotnički                                 | Contract ontbonden                                 |
| 27           | Hongarije     | Boldizsár Bodor       | Middenvelder | OFI Kreta                                     | Aflopend contract                                  |
| 33           | Macedonië     | Antonio Stankov       | Verdediger   | FC Oss                                        | Contract ontbonden                                 |
| 11           | Denemarken    | Morten Skoubo         | Aanvaller    | Odense BK, werd 2 jaar gehuurd van FC Utrecht | Te hoge salariseisen voor een definitieve overname |
| 2            | België        | Davy De fauw          | Verdediger   | Zulte-Waregem                                 | Toe aan nieuwe uitdaging                           |
| 29           | Nederland     | Collin van Eijk       | Keeper       | MVV Maastricht                                | Contract ontbonden                                 |
| 22           | Polen         | Przemysław Tytoń      | Keeper       | PSV                                           | 1 jaar verhuurd                                    |

### Aangetrokken
| No. | Nationaliteit | Naam               | Positie      | Vorige club                                    |
| --- | ------------- | ------------------ | ------------ | ---------------------------------------------- |
| 10  | België        | Davy De Beule      | Middenvelder | KV Kortrijk                                    |
| 14  | Nederland     | Mitchell Donald    | Middenvelder | Ajax                                           |
| 8   | Nederland     | Mark-Jan Fledderus | Middenvelder | Heracles Almelo                                |
| 2   | België        | Martijn Monteyne   | Verdediger   | Germinal Beerschot                             |
| 12  | België        | Bart Biemans       | Verdediger   | Willem II                                      |
| 24  | Nederland     | Leon Broekhof      | Verdediger   | De Graafschap                                  |
| 4   | Nederland     | Rob Wielaert       | Verdediger   | Ajax was gehuurd, nu definitief overgenomen    |
| 5   | Servië        | Jagoš Vuković      | Verdediger   | PSV wordt voor een jaar gehuurd                |
| 23  | Nederland     | Wiljan Pluim       | Aanvaller    | Vitesse was gehuurd, nu definitief overgenomen |
| 29  | Nederland     | Bryan Roox         | Keeper       | VVV-Venlo                                      |
| 11  | Marokko       | Adil Ramzi         | Aanvaller    | Al-Wakrah SC                                   |
| 16  | Syrië         | Sanharib Malki     | Aanvaller    | KSC Lokeren Oost-Vlaanderen                    |
| 17  | Polen         | Mikołaj Lebedyński | Aanvaller    | Pogoń Szczecin                                 |
| 1   | Polen         | Paweł Kieszek      | Keeper       | FC Porto wordt voor een jaar gehuurd           |

## Selectie
- = Aanvoerder |  = Blessure |  = Geschorst

| Nr.    |                     | Naam                  | Positie      | Leeft. | Seiz.  | Wedstr. | Doelpunten | Gele kaarten | Rode kaarten | Twee keer geel |
| ------ | ------------------- | --------------------- | ------------ | ------ | ------ | ------- | ---------- | ------------ | ------------ | -------------- |
| 1      | Vlag van Polen      | Paweł Kieszek         | Keeper       | 28     | 1e     | 25      | 0          | 0            | 3            | 0              |
| 2      | Vlag van België     | Martijn Monteyne      | Verdediger   | 27     | 1e     | 34      | 0          | 2            | 0            | 0              |
| 4      | Vlag van Nederland  | Rob Wielaert          | Verdediger   | 33     | 2e     | 27      | 1          | 7            | 0            | 0              |
| 5      | Vlag van Servië     | Jagoš Vuković         | Verdediger   | 23     | 1e     | 27      | 2          | 2            | 1            | 0              |
| 6      | Vlag van Nederland  | Ruud Vormer           | Middenvelder | 23     | 4e     | 29      | 5          | 7            | 1            | 0              |
| 8      | Vlag van Nederland  | Mark-Jan Fledderus    | Middenvelder | 29     | 1e     | 23      | 1          | 2            | 0            | 1              |
| 9      | Vlag van Denemarken | Mads Junker           | Aanvaller    | 31     | 3e     | 34      | 7          | 1            | 0            | 0              |
| 10     | Vlag van België     | Davy De Beule         | Middenvelder | 30     | 1e     | 27      | 4          | 3            | 0            | 0              |
| 11     | Vlag van Marokko    | Adil Ramzi            | Aanvaller    | 34     | 1e     | 32      | 1          | 4            | 0            | 0              |
| 12     | Vlag van België     | Bart Biemans          | Verdediger   | 24     | 1e     | 29      | 0          | 2            | 0            | 0              |
| 14     | Vlag van Nederland  | Mitchell Donald       | Middenvelder | 23     | 1e     | 31      | 4          | 4            | 0            | 0              |
| 15     | Vlag van België     | Jimmy Hempte          | Verdediger   | 30     | 2e     | 25      | 0          | 4            | 0            | 0              |
| 16     | Vlag van Syrië      | Sanharib Malki        | Aanvaller    | 28     | 1e     | 33      | 25         | 4            | 0            | 0              |
| 17     | Vlag van Polen      | Mikołaj Lebedyński    | Aanvaller    | 21     | 1e     | 8       | 1          | 0            | 0            | 0              |
| 18     | Vlag van Kameroen   | Arnaud Sutchuin-Djoum | Middenvelder | 23     | 4e     | 23      | 2          | 1            | 0            | 0              |
| 20     | Vlag van Nederland  | Guus Hupperts         | Aanvaller    | 20     | 3e     | 7       | 0          | 0            | 0            | 0              |
| 21     | Vlag van Polen      | Mateusz Prus          | Keeper       | 22     | 2e     | 10      | 0          | 0            | 0            | 0              |
| 23     | Vlag van Nederland  | Wiljan Pluim          | Aanvaller    | 23     | 2e     | 18      | 1          | 0            | 0            | 0              |
| 24     | Vlag van Nederland  | Leon Broekhof         | Verdediger   | 23     | 1e     | 5       | 0          | 0            | 0            | 0              |
| 26     | Vlag van België     | Laurent Delorge       | Middenvelder | 32     | 4e     | 20      | 1          | 3            | 0            | 0              |
| 28     | Vlag van België     | Kenneth Staelens      | Middenvelder | 21     | 3e     | 0       | 0          | 0            | 0            | 0              |
| 29     | Vlag van Nederland  | Bryan Roox            | Keeper       | 19     | 1e     | 0       | 0          | 0            | 0            | 0              |
| Totaal | Totaal              | Totaal                | Totaal       | Totaal | Totaal | Totaal  | 55         | 46           | 5            | 1              |

## Statistieken

### Eindstand
| pos | club             | gs | w  | g  | v  | pnt | dv | dt | ds  |
| --- | ---------------- | -- | -- | -- | -- | --- | -- | -- | --- |
| 1.  | Ajax             | 34 | 23 | 7  | 4  | 76  | 93 | 36 | +57 |
| 2.  | Feyenoord        | 34 | 21 | 7  | 6  | 70  | 70 | 37 | +33 |
| 3.  | PSV              | 34 | 21 | 6  | 7  | 69  | 87 | 47 | +40 |
| 4.  | AZ               | 34 | 19 | 8  | 7  | 65  | 64 | 35 | +29 |
| 5.  | sc Heerenveen    | 34 | 18 | 10 | 6  | 64  | 79 | 59 | +20 |
| 6.  | FC Twente        | 34 | 17 | 9  | 8  | 60  | 82 | 46 | +36 |
| 7.  | Vitesse          | 34 | 15 | 8  | 11 | 53  | 48 | 43 | +5  |
| 8.  | N.E.C.           | 34 | 13 | 6  | 15 | 45  | 42 | 45 | −3  |
| 9.  | RKC Waalwijk     | 34 | 13 | 6  | 15 | 45  | 40 | 49 | −9  |
| 10. | Roda JC Kerkrade | 34 | 14 | 2  | 18 | 44  | 55 | 70 | −15 |
| 11. | FC Utrecht       | 34 | 11 | 10 | 13 | 43  | 55 | 58 | −3  |
| 12. | Heracles Almelo  | 34 | 11 | 7  | 16 | 40  | 52 | 62 | −10 |
| 13. | NAC Breda        | 34 | 10 | 8  | 16 | 38  | 45 | 54 | −9  |
| 14. | FC Groningen     | 34 | 10 | 7  | 17 | 37  | 41 | 61 | −20 |
| 15. | ADO Den Haag     | 34 | 8  | 8  | 18 | 32  | 38 | 67 | −29 |
| 16. | VVV-Venlo        | 34 | 9  | 4  | 21 | 31  | 42 | 78 | −36 |
| 17. | De Graafschap    | 34 | 6  | 6  | 22 | 24  | 36 | 74 | −38 |
| 18. | Excelsior        | 34 | 4  | 7  | 23 | 19  | 28 | 75 | −48 |

### Legenda
| Kleur | Kwalificatie voor                                      |
| ----- | ------------------------------------------------------ |
|       | Champions League, Groepsfase                           |
|       | Champions League, 3e voorronde voor niet-kampioenen    |
|       | Winnaar KNVB beker; Europa League, play-off ronde      |
|       | Europa League, play-off ronde                          |
|       | Europa League, 3e voorronde                            |
|       | Play-offs voor ticket voor Europa League, 2e voorronde |
|       | Fair playticket, Europa League, 1e voorronde           |
|       | Play-offs promotie/degradatie                          |
|       | Degradatie naar de Eerste divisie                      |

### Positieverloop
| Speelronde | 1 | 2  | 3  | 4  | 5  | 6  | 7  | 8  | 9  | 10 | 11 | 12 | 13 | 14 | 15 | 16 | 17 | 18 | 19 | 20 | 21 | 22 | 23 | 24 | 25 | 26 | 27 | 28 | 29 | 30 | 31 | 32 | 33 | 34 | Eindstand |
| ---------- | - | -- | -- | -- | -- | -- | -- | -- | -- | -- | -- | -- | -- | -- | -- | -- | -- | -- | -- | -- | -- | -- | -- | -- | -- | -- | -- | -- | -- | -- | -- | -- | -- | -- | --------- |
| Stand      | 4 | 10 | 11 | 13 | 10 | 13 | 15 | 13 | 11 | 13 | 14 | 15 | 13 | 10 | 9  | 10 | 9  | 9  | 9  | 9  | 8  | 9  | 9  | 10 | 8  | 9  | 8  | 10 | 10 | 9  | 8  | 8  | 9  | 10 | 10        |

## Vriendschappelijk
| 2 juli 2011, 18u00                                                                 | KVC Oranje | 0-9 (0-5) | Roda JC Kerkrade | Opstelling KVC Oranje | Opstelling Roda JC Kerkrade |
| Stadion: Sportcomplex Bleijerheide, Kerkrade Toeschouwers: 1.500 Scheidsrechter: ? |            |           | 8' Kenneth Staelens 20' Wiljan Pluim 25' Mads Junker 37' Leon Broekhof 45' Wiljan Pluim 51' Timothy van der Meulen 68' Adil Ramzi 77' Wiljan Pluim 79' Jagoš Vuković |                       | Prus, Monteyne, Biemans (Wielaert 46'), Broekhof (Vuković 46'), Hempte, Vormer (Hupperts 46'), Delorge (Fledderus 46'), De Beule (Sutchuin Djoum 46'), Staelens (Ramzi 46'), Pluim, Junker (van der Meulen 46') |
| Stadion: Sportcomplex Bleijerheide, Kerkrade Toeschouwers: 1.500 Scheidsrechter: ? |            |           | |                       | Prus, Monteyne, Biemans (Wielaert 46'), Broekhof (Vuković 46'), Hempte, Vormer (Hupperts 46'), Delorge (Fledderus 46'), De Beule (Sutchuin Djoum 46'), Staelens (Ramzi 46'), Pluim, Junker (van der Meulen 46') |
| Stadion: Sportcomplex Bleijerheide, Kerkrade Toeschouwers: 1.500 Scheidsrechter: ? |            |           | |                       | Prus, Monteyne, Biemans (Wielaert 46'), Broekhof (Vuković 46'), Hempte, Vormer (Hupperts 46'), Delorge (Fledderus 46'), De Beule (Sutchuin Djoum 46'), Staelens (Ramzi 46'), Pluim, Junker (van der Meulen 46') |
|                                                                                    |            |           | |                       | |

| 5 juli 2011, 19u00                                                      | RKSV Nemelaer | 0-8 (0-5) | Roda JC Kerkrade | Opstelling RKSV Nemelaer | Opstelling Roda JC Kerkrade |
| Stadion: Sportpark De Walzaad, Haaren Toeschouwers: ? Scheidsrechter: ? |               |           | 24' Leon Broekhof 26' Adil Ramzi 29' Adil Ramzi 33' Kenneth Staelens 37' Arnaud Sutchuin 49' Mark-Jan Fledderus 78' Guus Hupperts 90' Adil Ramzi |                          | Prus (Roox 46'), van der Meulen (Monteyne 46'), Wielaert (Biemans 46'), Broekhof (Vuković 46'), Hempte (Delorge 46'), Vormer (Svärd 46'), Sutchuin Djoum (Fledderus 46'), De Beule (Hupperts 46'), Staelens, Ramzi, Junker (Pluim 46') |
| Stadion: Sportpark De Walzaad, Haaren Toeschouwers: ? Scheidsrechter: ? |               |           | |                          | Prus (Roox 46'), van der Meulen (Monteyne 46'), Wielaert (Biemans 46'), Broekhof (Vuković 46'), Hempte (Delorge 46'), Vormer (Svärd 46'), Sutchuin Djoum (Fledderus 46'), De Beule (Hupperts 46'), Staelens, Ramzi, Junker (Pluim 46') |
| Stadion: Sportpark De Walzaad, Haaren Toeschouwers: ? Scheidsrechter: ? |               |           | |                          | Prus (Roox 46'), van der Meulen (Monteyne 46'), Wielaert (Biemans 46'), Broekhof (Vuković 46'), Hempte (Delorge 46'), Vormer (Svärd 46'), Sutchuin Djoum (Fledderus 46'), De Beule (Hupperts 46'), Staelens, Ramzi, Junker (Pluim 46') |
|                                                                         |               |           | |                          | |

| 9 juli 2011, 18u00                                                      | SV Heerlen/IDB      | 1-9 (1-3) | Roda JC Kerkrade | Opstelling SV Heerlen/IDB | Opstelling Roda JC Kerkrade |
| Stadion: Sportpark Grasbroek, Heerlen Toeschouwers: ? Scheidsrechter: ? | Bram Doorneveld 12' |           | 26' Ruud Vormer 31' Mads Junker 36' Davy De Beule 47' Arnaud Sutchuin 56' Ruud Vormer 66' Mikołaj Lebedyński 72' Adil Ramzi 81' Ruud Vormer 85' Adil Ramzi |                           | Tytoń (Prus 46'), Monteyne, Wielaert (Biemans 46'), Vuković (Broekhof 46'), Hempte, Vormer, Delorge (Staelens 46'), De Beule (Ramzi 36'), Sutchuin Djoum, Pluim (Lebedyński 46'), Junker (Hupperts 59') |
| Stadion: Sportpark Grasbroek, Heerlen Toeschouwers: ? Scheidsrechter: ? |                     |           | |                           | Tytoń (Prus 46'), Monteyne, Wielaert (Biemans 46'), Vuković (Broekhof 46'), Hempte, Vormer, Delorge (Staelens 46'), De Beule (Ramzi 36'), Sutchuin Djoum, Pluim (Lebedyński 46'), Junker (Hupperts 59') |
| Stadion: Sportpark Grasbroek, Heerlen Toeschouwers: ? Scheidsrechter: ? |                     |           | |                           | Tytoń (Prus 46'), Monteyne, Wielaert (Biemans 46'), Vuković (Broekhof 46'), Hempte, Vormer, Delorge (Staelens 46'), De Beule (Ramzi 36'), Sutchuin Djoum, Pluim (Lebedyński 46'), Junker (Hupperts 59') |
|                                                                         |                     |           | |                           | |

| 16 juli 2011, 18u00                                                    | Weerter selectie | 0-8 (0-2) | Roda JC Kerkrade | Opstelling Weerter selectie | Opstelling Roda JC Kerkrade |
| Stadion: Sportpark De Koekoek, Weert Toeschouwers: ? Scheidsrechter: ? |                  |           | 12' Adil Ramzi 25' Mark-Jan Fledderus 55' Sanharib Malki 57' Sanharib Malki 63' Arnaud Sutchuin 65' Leon Broekhof 73' Davy De Beule 87' Arnaud Sutchuin |                             | Tytoń (Prus 46'), Biemans, Wielaert (Monteyne 46'), Broekhof, Hempte (Vuković 46'), Vormer (Sutchuin Djoum 46'), Ramzi (Delorge 46'), De Beule, Fledderus (Staelens 46'), Lebedyński (Malki 46'), Pluim (Hupperts 46') |
| Stadion: Sportpark De Koekoek, Weert Toeschouwers: ? Scheidsrechter: ? |                  |           | |                             | Tytoń (Prus 46'), Biemans, Wielaert (Monteyne 46'), Broekhof, Hempte (Vuković 46'), Vormer (Sutchuin Djoum 46'), Ramzi (Delorge 46'), De Beule, Fledderus (Staelens 46'), Lebedyński (Malki 46'), Pluim (Hupperts 46') |
| Stadion: Sportpark De Koekoek, Weert Toeschouwers: ? Scheidsrechter: ? |                  |           | |                             | Tytoń (Prus 46'), Biemans, Wielaert (Monteyne 46'), Broekhof, Hempte (Vuković 46'), Vormer (Sutchuin Djoum 46'), Ramzi (Delorge 46'), De Beule, Fledderus (Staelens 46'), Lebedyński (Malki 46'), Pluim (Hupperts 46') |
|                                                                        |                  |           | |                             | |

| 19 juli 2011, 19u00                                                       | FC Eindhoven | 0-1 (0-0) | Roda JC Kerkrade | Opstelling FC Eindhoven | Opstelling Roda JC Kerkrade |  |
| Stadion: Jan Louwers Stadion, Eindhoven Toeschouwers: ? Scheidsrechter: ? |              |           | 47' Adil Ramzi   | Zaari, Tahapary (Zweegers 46'), van der Rijt, Rossen, Vanbelle, van Son, Lucius (Pennings 46'), van Boekel (Waalkens 46'), Koç (Bah 46'), Vansimpsen (Makiavala 46'), Kantelberg (Kindo Kamara 46') | Tytoń (Prus 46'), Monteyne, Wielaert (Biemans 62'), Vuković (Broekhof 62'), Hempte (Staelens 75'), Vormer, Delorge (Fledderus 46'), Ramzi (Hupperts 75'), Sutchuin Djoum, Pluim (Malki 46'), Junker (De Beule 62') |  |
| Stadion: Jan Louwers Stadion, Eindhoven Toeschouwers: ? Scheidsrechter: ? |              |           |                  | Zaari, Tahapary (Zweegers 46'), van der Rijt, Rossen, Vanbelle, van Son, Lucius (Pennings 46'), van Boekel (Waalkens 46'), Koç (Bah 46'), Vansimpsen (Makiavala 46'), Kantelberg (Kindo Kamara 46') | Tytoń (Prus 46'), Monteyne, Wielaert (Biemans 62'), Vuković (Broekhof 62'), Hempte (Staelens 75'), Vormer, Delorge (Fledderus 46'), Ramzi (Hupperts 75'), Sutchuin Djoum, Pluim (Malki 46'), Junker (De Beule 62') |  |
| Stadion: Jan Louwers Stadion, Eindhoven Toeschouwers: ? Scheidsrechter: ? |              |           |                  | Zaari, Tahapary (Zweegers 46'), van der Rijt, Rossen, Vanbelle, van Son, Lucius (Pennings 46'), van Boekel (Waalkens 46'), Koç (Bah 46'), Vansimpsen (Makiavala 46'), Kantelberg (Kindo Kamara 46') | Tytoń (Prus 46'), Monteyne, Wielaert (Biemans 62'), Vuković (Broekhof 62'), Hempte (Staelens 75'), Vormer, Delorge (Fledderus 46'), Ramzi (Hupperts 75'), Sutchuin Djoum, Pluim (Malki 46'), Junker (De Beule 62') |  |
|                                                                           |              |           |                  | | |  |

| 23 juli 2011, 19u00 | Roda JC Kerkrade                  | 2-2 (1-0) | Club Brugge                           | Opstelling Roda JC Kerkrade | Opstelling Club Brugge |  |
| Stadion: Parkstad Limburg Stadion, Kerkrade Toeschouwers: 4.000 Scheidsrechter: Reinold Wiedemeijer                                                                                   | Ruud Vormer 34' Davy De Beule 85' |           | 69' Lior Refaelov 89' Björn Vleminckx | Tytoń, Monteyne, Wielaert, Vuković, Hempte, Vormer, Delorge, Sutchuin Djoum (Fledderus 46'), De Beule, Pluim, Ramzi (Malki 74') | Coosemans, Hoefkens, Donk (Van Acker 46'), Almebäck, Stenman (Akpala 72'), Odjidja, Zimling, Vázquez, Meunier (de Jonghe 60'), Vleminckx, Refaelov |  |
| Stadion: Parkstad Limburg Stadion, Kerkrade Toeschouwers: 4.000 Scheidsrechter: Reinold Wiedemeijer                                                                                   |                                   |           |                                       | Tytoń, Monteyne, Wielaert, Vuković, Hempte, Vormer, Delorge, Sutchuin Djoum (Fledderus 46'), De Beule, Pluim, Ramzi (Malki 74') | Coosemans, Hoefkens, Donk (Van Acker 46'), Almebäck, Stenman (Akpala 72'), Odjidja, Zimling, Vázquez, Meunier (de Jonghe 60'), Vleminckx, Refaelov |  |
| Stadion: Parkstad Limburg Stadion, Kerkrade Toeschouwers: 4.000 Scheidsrechter: Reinold Wiedemeijer                                                                                   |                                   |           |                                       | Tytoń, Monteyne, Wielaert, Vuković, Hempte, Vormer, Delorge, Sutchuin Djoum (Fledderus 46'), De Beule, Pluim, Ramzi (Malki 74') | Coosemans, Hoefkens, Donk (Van Acker 46'), Almebäck, Stenman (Akpala 72'), Odjidja, Zimling, Vázquez, Meunier (de Jonghe 60'), Vleminckx, Refaelov |  |
| Bijz.: Na 38 minuten werd de 1e helft gestaakt nadat Club Brugge supporters het veld betraden. * Vleminckx mist penalty (1') * Ramzi mist penalty (49') * Refaelov mist penalty (69') |                                   |           |                                       | | |  |

| 26 juli 2011, 19u00                                                                        | RKSV Groene Ster | 0-4 (0-1) | Roda JC Kerkrade                                                     | Opstelling RKSV Groene Ster | Opstelling Roda JC Kerkrade |
| Stadion: Sportpark Pronsebroek, Heerlen Toeschouwers: 2.000 Scheidsrechter: Frank Franssen |                  |           | 6' Sanharib Malki 51' Sanharib Malki 52' Ruud Vormer 73' Mads Junker |                             | Prus, Monteyne (Vuković 46'), Biemans, Broekhof (Vormer 46'), Fledderus (Hempte 65'), Staelens, Hupperts (Pluim 65'), Malki, Sutchuin Djoum (Ramzi 65'), Junker (De Beule 77'), Svärd (Wielaert 77') |
| Stadion: Sportpark Pronsebroek, Heerlen Toeschouwers: 2.000 Scheidsrechter: Frank Franssen |                  |           |                                                                      |                             | Prus, Monteyne (Vuković 46'), Biemans, Broekhof (Vormer 46'), Fledderus (Hempte 65'), Staelens, Hupperts (Pluim 65'), Malki, Sutchuin Djoum (Ramzi 65'), Junker (De Beule 77'), Svärd (Wielaert 77') |
| Stadion: Sportpark Pronsebroek, Heerlen Toeschouwers: 2.000 Scheidsrechter: Frank Franssen |                  |           |                                                                      |                             | Prus, Monteyne (Vuković 46'), Biemans, Broekhof (Vormer 46'), Fledderus (Hempte 65'), Staelens, Hupperts (Pluim 65'), Malki, Sutchuin Djoum (Ramzi 65'), Junker (De Beule 77'), Svärd (Wielaert 77') |
|                                                                                            |                  |           |                                                                      |                             | |

| 29 juli 2011, 19u30                                                                        | Roda JC Kerkrade  | 1-2 (0-1) | Málaga CF                               | Opstelling Roda JC Kerkrade | Opstelling Málaga CF |  |
| Stadion: Parkstad Limburg Stadion, Kerkrade Toeschouwers: 5.300 Scheidsrechter: Ed Janssen | Jagoš Vuković 52' |           | 27' Júlio Baptista 90' Diego Buenanotte | Tytoń, Monteyne, Wielaert, Vuković (Broekhof 80'), Hempte, Vormer, Delorge, De Beule (Pluim 46'), Sutchuin Djoum (Fledderus 46'), Ramzi, Junker (Malki 80') | Rubén, S.Sánchez (Gámez 68'), Kris, Mathijsen, Eliseu, J.Sánchez (Duda 68'), Apoño, Camacho, Fernández (Samu 68', Toulalan 74'), Cazorla (Buonanotte 62'), Baptista |  |
| Stadion: Parkstad Limburg Stadion, Kerkrade Toeschouwers: 5.300 Scheidsrechter: Ed Janssen |                   |           |                                         | Tytoń, Monteyne, Wielaert, Vuković (Broekhof 80'), Hempte, Vormer, Delorge, De Beule (Pluim 46'), Sutchuin Djoum (Fledderus 46'), Ramzi, Junker (Malki 80') | Rubén, S.Sánchez (Gámez 68'), Kris, Mathijsen, Eliseu, J.Sánchez (Duda 68'), Apoño, Camacho, Fernández (Samu 68', Toulalan 74'), Cazorla (Buonanotte 62'), Baptista |  |
| Stadion: Parkstad Limburg Stadion, Kerkrade Toeschouwers: 5.300 Scheidsrechter: Ed Janssen |                   |           |                                         | Tytoń, Monteyne, Wielaert, Vuković (Broekhof 80'), Hempte, Vormer, Delorge, De Beule (Pluim 46'), Sutchuin Djoum (Fledderus 46'), Ramzi, Junker (Malki 80') | Rubén, S.Sánchez (Gámez 68'), Kris, Mathijsen, Eliseu, J.Sánchez (Duda 68'), Apoño, Camacho, Fernández (Samu 68', Toulalan 74'), Cazorla (Buonanotte 62'), Baptista |  |
|                                                                                            |                   |           |                                         | | |  |

| 9 augustus 2011, 14u00                                                              | Roda JC Kerkrade                     | 2-2 (2-1) | AEK Larnaca                                   | Opstelling Roda JC Kerkrade | Opstelling AEK Larnaca |  |
| Stadion: Gemeentelijk Sportpark Kaalheide, Kerkrade Toeschouwers: 0 Scheidsrechter: | Sanharib Malki 12' Guus Hupperts 38' |           | 33' Miljan Mrdaković 63' Jagoš Vuković (e.d.) | Prus, Biemans, Broekhof, Vuković (Wielaert 72'), Staelens (Svärd 37'), Vormer, Donald (Pluim 46'), De Beule (Ramzi 59'), Sutchuin Djoum (Monteyne 72'), Hupperts, Malki (Fledderus 72') | Negri (Fortin 46'), Hofland, Murillo (Dimech 46'), Serrán (Kastanas 55'), van Dijk (Konstantinou 80'), Skopelitis, Linssen, García (Kingsley 46'), Priso, Gómez, Mrdaković (Georgiou 80') |  |
| Stadion: Gemeentelijk Sportpark Kaalheide, Kerkrade Toeschouwers: 0 Scheidsrechter: |                                      |           |                                               | Prus, Biemans, Broekhof, Vuković (Wielaert 72'), Staelens (Svärd 37'), Vormer, Donald (Pluim 46'), De Beule (Ramzi 59'), Sutchuin Djoum (Monteyne 72'), Hupperts, Malki (Fledderus 72') | Negri (Fortin 46'), Hofland, Murillo (Dimech 46'), Serrán (Kastanas 55'), van Dijk (Konstantinou 80'), Skopelitis, Linssen, García (Kingsley 46'), Priso, Gómez, Mrdaković (Georgiou 80') |  |
| Stadion: Gemeentelijk Sportpark Kaalheide, Kerkrade Toeschouwers: 0 Scheidsrechter: |                                      |           |                                               | Prus, Biemans, Broekhof, Vuković (Wielaert 72'), Staelens (Svärd 37'), Vormer, Donald (Pluim 46'), De Beule (Ramzi 59'), Sutchuin Djoum (Monteyne 72'), Hupperts, Malki (Fledderus 72') | Negri (Fortin 46'), Hofland, Murillo (Dimech 46'), Serrán (Kastanas 55'), van Dijk (Konstantinou 80'), Skopelitis, Linssen, García (Kingsley 46'), Priso, Gómez, Mrdaković (Georgiou 80') |  |
| Bijz.: Besloten oefenduel                                                           |                                      |           |                                               | | |  |

| 6 oktober 2011, 14u00                                                               | Roda JC Kerkrade                                                                                        | 5-1 (3-0) | Lierse SK          | Opstelling Roda JC Kerkrade | Opstelling Lierse SK |  |
| Stadion: Gemeentelijk Sportpark Kaalheide, Kerkrade Toeschouwers: 0 Scheidsrechter: | Niels Vets (e.d.) 12' Guus Hupperts 15' Mikołaj Lebedyński 18' Guus Hupperts 65' Mark-Jan Fledderus 88' |           | 67' Hussain Yasser | Prus, Zwartjes (Monteyne 46'), Wielaert (Biemans 46'), Broekhof, Vuković (Lachambre 75'), Sutchuin Djoum, Fledderus, De Beule (Vormer 75'), Pluim (Svärd 85'), Lebedyński (Malki 75'), Hupperts | V. Frans, Davids, F. Frans, Vets (De Wree 65'), Vandooren (Carton 78'), Claes (Bekoe 78'), Wils, Mathisen (Dequevy 46'), Yasser (Huysegems 65'), Cavens (Saïdi 46'), Kovács (El-Gabbas 46') |  |
| Stadion: Gemeentelijk Sportpark Kaalheide, Kerkrade Toeschouwers: 0 Scheidsrechter: | |           |                    | Prus, Zwartjes (Monteyne 46'), Wielaert (Biemans 46'), Broekhof, Vuković (Lachambre 75'), Sutchuin Djoum, Fledderus, De Beule (Vormer 75'), Pluim (Svärd 85'), Lebedyński (Malki 75'), Hupperts | V. Frans, Davids, F. Frans, Vets (De Wree 65'), Vandooren (Carton 78'), Claes (Bekoe 78'), Wils, Mathisen (Dequevy 46'), Yasser (Huysegems 65'), Cavens (Saïdi 46'), Kovács (El-Gabbas 46') |  |
| Stadion: Gemeentelijk Sportpark Kaalheide, Kerkrade Toeschouwers: 0 Scheidsrechter: | |           |                    | Prus, Zwartjes (Monteyne 46'), Wielaert (Biemans 46'), Broekhof, Vuković (Lachambre 75'), Sutchuin Djoum, Fledderus, De Beule (Vormer 75'), Pluim (Svärd 85'), Lebedyński (Malki 75'), Hupperts | V. Frans, Davids, F. Frans, Vets (De Wree 65'), Vandooren (Carton 78'), Claes (Bekoe 78'), Wils, Mathisen (Dequevy 46'), Yasser (Huysegems 65'), Cavens (Saïdi 46'), Kovács (El-Gabbas 46') |  |
| Bijz.: Besloten oefenduel                                                           | |           |                    | | |  |

| 10 november 2011, 14u00                                                             | Roda JC Kerkrade                                                                   | 4-0 (0-0) | Cercle Brugge | Opstelling Roda JC Kerkrade | Opstelling Cercle Brugge                                                                                 |  |
| Stadion: Parkstad Limburg Stadion, Kerkrade Toeschouwers: 0 Scheidsrechter: Max Kok | Wiljan Pluim 48' Mikołaj Lebedyński 68' Mikołaj Lebedyński 69' Arnaud Sutchuin 80' |           |               | Prus, Monteyne (Biemans 46'), Vuković (Zwartjes 72'), Broekhof, Lachambre (Wielaert 55'), Sutchuin Djoum, Donald (Ramzi 46'), Fledderus, De Beule (Paulissen 72'), Pluim, Lebedyński | Kudimbana, Portier, Mestdagh, Luciano, Van Eeno, Van der Beke, Van Roose, Gombani, D'haene, Naudts, Yang |  |
| Stadion: Parkstad Limburg Stadion, Kerkrade Toeschouwers: 0 Scheidsrechter: Max Kok |                                                                                    |           |               | Prus, Monteyne (Biemans 46'), Vuković (Zwartjes 72'), Broekhof, Lachambre (Wielaert 55'), Sutchuin Djoum, Donald (Ramzi 46'), Fledderus, De Beule (Paulissen 72'), Pluim, Lebedyński | Kudimbana, Portier, Mestdagh, Luciano, Van Eeno, Van der Beke, Van Roose, Gombani, D'haene, Naudts, Yang |  |
| Stadion: Parkstad Limburg Stadion, Kerkrade Toeschouwers: 0 Scheidsrechter: Max Kok |                                                                                    |           |               | Prus, Monteyne (Biemans 46'), Vuković (Zwartjes 72'), Broekhof, Lachambre (Wielaert 55'), Sutchuin Djoum, Donald (Ramzi 46'), Fledderus, De Beule (Paulissen 72'), Pluim, Lebedyński | Kudimbana, Portier, Mestdagh, Luciano, Van Eeno, Van der Beke, Van Roose, Gombani, D'haene, Naudts, Yang |  |
| Bijz.: Besloten oefenduel * Pluim mist penalty (41')                                |                                                                                    |           |               | | |  |

| 6 januari 2012, 19u30                                                     | EHC | 0-6 (0-3) | Roda JC Kerkrade | Opstelling EHC | Opstelling Roda JC Kerkrade |
| Stadion: Sportpark "De Dem", Hoensbroek Toeschouwers: ? Scheidsrechter: ? |     |           | 4' Sanharib Malki 25' Mark-Jan Fledderus 31' Mads Junker 55' Mark-Jan Fledderus 61' Mikołaj Lebedyński 63' Wiljan Pluim |                | Kieszek, Monteyne (Fussen 46'), Wielaert (Vuković 46'), Broekhof, Hempte (Staelens 46'), Vormer (Sutchuin Djoum 46'), Ramzi (Delorge 46'), Donald (Paulissen 46'), Fledderus, Junker (Lebedyński 46'), Malki (Pluim 46') |
| Stadion: Sportpark "De Dem", Hoensbroek Toeschouwers: ? Scheidsrechter: ? |     |           | |                | Kieszek, Monteyne (Fussen 46'), Wielaert (Vuković 46'), Broekhof, Hempte (Staelens 46'), Vormer (Sutchuin Djoum 46'), Ramzi (Delorge 46'), Donald (Paulissen 46'), Fledderus, Junker (Lebedyński 46'), Malki (Pluim 46') |
| Stadion: Sportpark "De Dem", Hoensbroek Toeschouwers: ? Scheidsrechter: ? |     |           | |                | Kieszek, Monteyne (Fussen 46'), Wielaert (Vuković 46'), Broekhof, Hempte (Staelens 46'), Vormer (Sutchuin Djoum 46'), Ramzi (Delorge 46'), Donald (Paulissen 46'), Fledderus, Junker (Lebedyński 46'), Malki (Pluim 46') |
|                                                                           |     |           | |                | |

| 14 januari 2012, 16u00                                                 | Roda JC Kerkrade | 8-2 (3-0) | Vélez CF            | Opstelling Roda JC Kerkrade | Opstelling Vélez CF |
| Stadion: Sol Andalusí Resort, Málaga Toeschouwers: ? Scheidsrechter: ? | Mads Junker 17' Mitchell Donald 21' Adil Ramzi 23' Arnaud Sutchuin 63' Sanharib Malki 70' Adil Ramzi 76' Arnaud Sutchuin 80' Sanharib Malki 85' |           | 72' Jesus 82' Jesus | Kieszek (Roox 46'), Monteyne, Wielaert (Broekhof 60'), Vuković, Hempte (Staelens 71'), Vormer, De Beule (Fledderus 46'), Donald (Sutchuin Djoum, Ramzi, Junker (Lebedyński 60'), Malki |                     |
| Stadion: Sol Andalusí Resort, Málaga Toeschouwers: ? Scheidsrechter: ? | |           |                     | Kieszek (Roox 46'), Monteyne, Wielaert (Broekhof 60'), Vuković, Hempte (Staelens 71'), Vormer, De Beule (Fledderus 46'), Donald (Sutchuin Djoum, Ramzi, Junker (Lebedyński 60'), Malki |                     |
| Stadion: Sol Andalusí Resort, Málaga Toeschouwers: ? Scheidsrechter: ? | |           |                     | Kieszek (Roox 46'), Monteyne, Wielaert (Broekhof 60'), Vuković, Hempte (Staelens 71'), Vormer, De Beule (Fledderus 46'), Donald (Sutchuin Djoum, Ramzi, Junker (Lebedyński 60'), Malki |                     |
|                                                                        | |           |                     | |                     |

## Eredivisie

### Augustus
| 6 augustus 2011, 18u45                                                                        | Roda JC Kerkrade                          | 2-1 (0-1) | FC Groningen       | Opstelling Roda JC Kerkrade | Opstelling FC Groningen |  |
| Stadion: Parkstad Limburg Stadion, Kerkrade Toeschouwers: 12.650 Scheidsrechter: Jan Wegereef | Mark-Jan Fledderus 77' Sanharib Malki 88' |           | 13' Leandro Bacuna | Tytoń, Monteyne, Wielaert, Broekhof (Biemans 46'), Hempte, Vormer(12'), Fledderus, Delorge (Malki 70'), Junker, Ramzi, Pluim (De Beule 54') | van Loo, Hiariej, Ivens, Kwakman, Burnet, Bacuna (Andersson 78'), Holla, Kieftenbeld, Pedersen (Enevoldsen 83'), Tadić, Matavž (Suk 85') |  |
| Stadion: Parkstad Limburg Stadion, Kerkrade Toeschouwers: 12.650 Scheidsrechter: Jan Wegereef |                                           |           |                    | Tytoń, Monteyne, Wielaert, Broekhof (Biemans 46'), Hempte, Vormer(12'), Fledderus, Delorge (Malki 70'), Junker, Ramzi, Pluim (De Beule 54') | van Loo, Hiariej, Ivens, Kwakman, Burnet, Bacuna (Andersson 78'), Holla, Kieftenbeld, Pedersen (Enevoldsen 83'), Tadić, Matavž (Suk 85') |  |
| Stadion: Parkstad Limburg Stadion, Kerkrade Toeschouwers: 12.650 Scheidsrechter: Jan Wegereef |                                           |           |                    | Tytoń, Monteyne, Wielaert, Broekhof (Biemans 46'), Hempte, Vormer(12'), Fledderus, Delorge (Malki 70'), Junker, Ramzi, Pluim (De Beule 54') | van Loo, Hiariej, Ivens, Kwakman, Burnet, Bacuna (Andersson 78'), Holla, Kieftenbeld, Pedersen (Enevoldsen 83'), Tadić, Matavž (Suk 85') |  |
|                                                                                               |                                           |           |                    | | |  |

| 13 augustus 2011, 20u45                                                                   | Feyenoord                                         | 3-0 (1-0) | Roda JC Kerkrade | Opstelling Feyenoord | Opstelling Roda JC Kerkrade |  |
| Stadion: Stadion Feijenoord, Rotterdam Toeschouwers: 40.000 Scheidsrechter: Björn Kuipers | Jerson Cabral 12' Leroy Fer 48' Jerson Cabral 54' |           |                  | Mulder, Leerdam, de Vrij, Vlaar, Ramsteijn, Fer, Clasie (van Haaren 83'), El Ahmadi (Fernández 72'), Cabral, Fernandez (Schaken 58'), Cissé | Tytoń, Monteyne, Wielaert, Vuković, Hempte, Delorge (Donald 70'), Fledderus, De Beule (Pluim 65'), Sutchuin Djoum (Malki 40'), Junker, Ramzi |  |
| Stadion: Stadion Feijenoord, Rotterdam Toeschouwers: 40.000 Scheidsrechter: Björn Kuipers |                                                   |           |                  | Mulder, Leerdam, de Vrij, Vlaar, Ramsteijn, Fer, Clasie (van Haaren 83'), El Ahmadi (Fernández 72'), Cabral, Fernandez (Schaken 58'), Cissé | Tytoń, Monteyne, Wielaert, Vuković, Hempte, Delorge (Donald 70'), Fledderus, De Beule (Pluim 65'), Sutchuin Djoum (Malki 40'), Junker, Ramzi |  |
| Stadion: Stadion Feijenoord, Rotterdam Toeschouwers: 40.000 Scheidsrechter: Björn Kuipers |                                                   |           |                  | Mulder, Leerdam, de Vrij, Vlaar, Ramsteijn, Fer, Clasie (van Haaren 83'), El Ahmadi (Fernández 72'), Cabral, Fernandez (Schaken 58'), Cissé | Tytoń, Monteyne, Wielaert, Vuković, Hempte, Delorge (Donald 70'), Fledderus, De Beule (Pluim 65'), Sutchuin Djoum (Malki 40'), Junker, Ramzi |  |
|                                                                                           |                                                   |           |                  | | |  |

| 19 augustus 2011, 20u00                                                                          | Roda JC Kerkrade | 0-2 (0-0) | RKC Waalwijk                               | Opstelling Roda JC Kerkrade | Opstelling RKC Waalwijk |  |
| Stadion: Parkstad Limburg Stadion, Kerkrade Toeschouwers: 12.565 Scheidsrechter: Jack van Hulten |                  |           | 48' Ard van Peppen 83' Geoffrey Castillion | Prus, Monteyne, Wielaert, Vuković, Hempte (Donald 69'), Delorge (De Beule 15'), Vormer, Ramzi (Malki 60'), Fledderus, Junker, Pluim | Zoet, Bandjar (Martina 76'), Drost, Ramos, van Peppen, Auassar, Duits (Sno 58'), Meijers, Braber, ten Voorde (Fachtali 63'), Castillion |  |
| Stadion: Parkstad Limburg Stadion, Kerkrade Toeschouwers: 12.565 Scheidsrechter: Jack van Hulten |                  |           |                                            | Prus, Monteyne, Wielaert, Vuković, Hempte (Donald 69'), Delorge (De Beule 15'), Vormer, Ramzi (Malki 60'), Fledderus, Junker, Pluim | Zoet, Bandjar (Martina 76'), Drost, Ramos, van Peppen, Auassar, Duits (Sno 58'), Meijers, Braber, ten Voorde (Fachtali 63'), Castillion |  |
| Stadion: Parkstad Limburg Stadion, Kerkrade Toeschouwers: 12.565 Scheidsrechter: Jack van Hulten |                  |           |                                            | Prus, Monteyne, Wielaert, Vuković, Hempte (Donald 69'), Delorge (De Beule 15'), Vormer, Ramzi (Malki 60'), Fledderus, Junker, Pluim | Zoet, Bandjar (Martina 76'), Drost, Ramos, van Peppen, Auassar, Duits (Sno 58'), Meijers, Braber, ten Voorde (Fachtali 63'), Castillion |  |
|                                                                                                  |                  |           |                                            | | |  |

| 27 augustus 2011, 20u45                                                                | FC Utrecht                                           | 3-1 (1-1) | Roda JC Kerkrade | Opstelling FC Utrecht | Opstelling Roda JC Kerkrade |  |
| Stadion: Stadion Galgenwaard, Utrecht Toeschouwers: 20.000 Scheidsrechter: Ruud Bossen | Thomas Oar 44' Rodney Sneijder 60' Jacob Mulenga 73' |           | 38' Mads Junker  | van Dijk, Bovenberg (van der Maarel 79'), Vorstermans, Schut, Bulthuis, Mårtensson, Asare, Sneijder (Kali 85'), Gerndt, Mulenga (Boldewijn 77'), Oar | Prus, Monteyne, Biemans, Wielaert, Hempte, Donald (Sutchuin Djoum 70'), Vormer, De Beule (Ramzi 70'), Fledderus, Pluim, Junker (Malki 81') |  |
| Stadion: Stadion Galgenwaard, Utrecht Toeschouwers: 20.000 Scheidsrechter: Ruud Bossen |                                                      |           |                  | van Dijk, Bovenberg (van der Maarel 79'), Vorstermans, Schut, Bulthuis, Mårtensson, Asare, Sneijder (Kali 85'), Gerndt, Mulenga (Boldewijn 77'), Oar | Prus, Monteyne, Biemans, Wielaert, Hempte, Donald (Sutchuin Djoum 70'), Vormer, De Beule (Ramzi 70'), Fledderus, Pluim, Junker (Malki 81') |  |
| Stadion: Stadion Galgenwaard, Utrecht Toeschouwers: 20.000 Scheidsrechter: Ruud Bossen |                                                      |           |                  | van Dijk, Bovenberg (van der Maarel 79'), Vorstermans, Schut, Bulthuis, Mårtensson, Asare, Sneijder (Kali 85'), Gerndt, Mulenga (Boldewijn 77'), Oar | Prus, Monteyne, Biemans, Wielaert, Hempte, Donald (Sutchuin Djoum 70'), Vormer, De Beule (Ramzi 70'), Fledderus, Pluim, Junker (Malki 81') |  |
|                                                                                        |                                                      |           |                  | | |  |

### September
| 10 september 2011, 18u45                                                                          | Roda JC Kerkrade                    | 2-1 (1-1) | FC Twente      | Opstelling Roda JC Kerkrade | Opstelling FC Twente |  |
| Stadion: Parkstad Limburg Stadion, Kerkrade Toeschouwers: 13.500 Scheidsrechter: Richard Liesveld | Ruud Vormer 36' Mitchell Donald 47' |           | 35' Marc Janko | Kieszek, Monteyne, Biemans, Wielaert, Hempte, Delorge (De Beule 76'), Vormer, Donald (Pluim 65'), Fledderus, Sutchuin Djoum, Junker (Malki 84') | Michajlov, Cornelisse, Wisgerhof (Berghuis 61'), Douglas, Tiendalli (Buysse 76'), Janssen, Brama, Fer, de Jong, Janko, John |  |
| Stadion: Parkstad Limburg Stadion, Kerkrade Toeschouwers: 13.500 Scheidsrechter: Richard Liesveld |                                     |           |                | Kieszek, Monteyne, Biemans, Wielaert, Hempte, Delorge (De Beule 76'), Vormer, Donald (Pluim 65'), Fledderus, Sutchuin Djoum, Junker (Malki 84') | Michajlov, Cornelisse, Wisgerhof (Berghuis 61'), Douglas, Tiendalli (Buysse 76'), Janssen, Brama, Fer, de Jong, Janko, John |  |
| Stadion: Parkstad Limburg Stadion, Kerkrade Toeschouwers: 13.500 Scheidsrechter: Richard Liesveld |                                     |           |                | Kieszek, Monteyne, Biemans, Wielaert, Hempte, Delorge (De Beule 76'), Vormer, Donald (Pluim 65'), Fledderus, Sutchuin Djoum, Junker (Malki 84') | Michajlov, Cornelisse, Wisgerhof (Berghuis 61'), Douglas, Tiendalli (Buysse 76'), Janssen, Brama, Fer, de Jong, Janko, John |  |
|                                                                                                   |                                     |           |                | | |  |

| 17 september 2011, 19u45                                                       | Vitesse                                                                                               | 5-0 (0-0) | Roda JC Kerkrade | Opstelling Vitesse | Opstelling Roda JC Kerkrade |  |
| Stadion: GelreDome, Arnhem Toeschouwers: 14.982 Scheidsrechter: Tom van Sichem | Marco van Ginkel 55' Goeram Kasjia 71' Giorgi Tsjantoeria 73' Alexander Büttner 77' Julian Jenner 82' |           |                  | Velthuizen, Yasuda, Kasjia, Kalas (van der Struijk 80'), Büttner, Pröpper, Annan, van der Heijden, Tsjantoeria, van Ginkel (Pedersen 86'), Dávila (Jenner 69') | Kieszek, Monteyne, Wielaert, Biemans, Hempte, Delorge, Vormer, Donald (Ramzi 77'), Fledderus, Sutchuin Djoum (Pluim 67'), Junker |  |
| Stadion: GelreDome, Arnhem Toeschouwers: 14.982 Scheidsrechter: Tom van Sichem | |           |                  | Velthuizen, Yasuda, Kasjia, Kalas (van der Struijk 80'), Büttner, Pröpper, Annan, van der Heijden, Tsjantoeria, van Ginkel (Pedersen 86'), Dávila (Jenner 69') | Kieszek, Monteyne, Wielaert, Biemans, Hempte, Delorge, Vormer, Donald (Ramzi 77'), Fledderus, Sutchuin Djoum (Pluim 67'), Junker |  |
| Stadion: GelreDome, Arnhem Toeschouwers: 14.982 Scheidsrechter: Tom van Sichem | |           |                  | Velthuizen, Yasuda, Kasjia, Kalas (van der Struijk 80'), Büttner, Pröpper, Annan, van der Heijden, Tsjantoeria, van Ginkel (Pedersen 86'), Dávila (Jenner 69') | Kieszek, Monteyne, Wielaert, Biemans, Hempte, Delorge, Vormer, Donald (Ramzi 77'), Fledderus, Sutchuin Djoum (Pluim 67'), Junker |  |
|                                                                                | |           |                  | | |  |

| 24 september 2011, 18u45                                                                     | PSV | 7-1 (4-0) | Roda JC Kerkrade   | Opstelling PSV | Opstelling Roda JC Kerkrade |  |
| Stadion: Philips Stadion, Eindhoven Toeschouwers: 33.000 Scheidsrechter: Reinold Wiedemeijer | Ola Toivonen 15' Dries Mertens 20' Dries Mertens 33' Kevin Strootman 34' Dries Mertens 58' Tim Matavž 83' Dries Mertens 89' |           | 56' Sanharib Malki | Isaksson, Manolev, Derijck, Marcelo, Pieters (Tamata 75'), Wijnaldum (Labyad 70'), Toivonen (Ibrahim 82'), Strootman, Lens, Matavž, Mertens | Kieszek, Monteyne, Biemans, Wielaert, Vuković(19'), Delorge, Vormer, Donald, Fledderus, Sutchuin Djoum (Broekhof 39'), Junker (Malki 46') |  |
| Stadion: Philips Stadion, Eindhoven Toeschouwers: 33.000 Scheidsrechter: Reinold Wiedemeijer | |           |                    | Isaksson, Manolev, Derijck, Marcelo, Pieters (Tamata 75'), Wijnaldum (Labyad 70'), Toivonen (Ibrahim 82'), Strootman, Lens, Matavž, Mertens | Kieszek, Monteyne, Biemans, Wielaert, Vuković(19'), Delorge, Vormer, Donald, Fledderus, Sutchuin Djoum (Broekhof 39'), Junker (Malki 46') |  |
| Stadion: Philips Stadion, Eindhoven Toeschouwers: 33.000 Scheidsrechter: Reinold Wiedemeijer | |           |                    | Isaksson, Manolev, Derijck, Marcelo, Pieters (Tamata 75'), Wijnaldum (Labyad 70'), Toivonen (Ibrahim 82'), Strootman, Lens, Matavž, Mertens | Kieszek, Monteyne, Biemans, Wielaert, Vuković(19'), Delorge, Vormer, Donald, Fledderus, Sutchuin Djoum (Broekhof 39'), Junker (Malki 46') |  |
| Bijz.: Wijnaldum mist penalty (60')                                                          | |           |                    | | |  |

### Oktober
| 1 oktober 2011, 20u45                                                                           | Roda JC Kerkrade                                                          | 4-3 (3-1) | NAC Breda                                          | Opstelling Roda JC Kerkrade                                                                                             | Opstelling NAC Breda |  |
| Stadion: Parkstad Limburg Stadion, Kerkrade Toeschouwers: 12.630 Scheidsrechter: Eric Braamhaar | Sanharib Malki 10' Laurent Delorge 27' Sanharib Malki 36' Ruud Vormer 63' |           | 31' Ömer Bayram 54' Nemanja Gudelj 80' Alex Schalk | Kieszek, Monteyne, Biemans, Wielaert, Hempte, Delorge, Vormer, Donald, Ramzi (Fledderus 84'), Malki, Junker (Pluim 69') | ten Rouwelaar, Janse, Botteghin, Luijckx, Gorter (Buijs 71'), Gudelj, Gilissen (Lasnik 64'), Schilder, Lurling, Schalk, Bayram (Jozefzoon 46') |  |
| Stadion: Parkstad Limburg Stadion, Kerkrade Toeschouwers: 12.630 Scheidsrechter: Eric Braamhaar |                                                                           |           |                                                    | Kieszek, Monteyne, Biemans, Wielaert, Hempte, Delorge, Vormer, Donald, Ramzi (Fledderus 84'), Malki, Junker (Pluim 69') | ten Rouwelaar, Janse, Botteghin, Luijckx, Gorter (Buijs 71'), Gudelj, Gilissen (Lasnik 64'), Schilder, Lurling, Schalk, Bayram (Jozefzoon 46') |  |
| Stadion: Parkstad Limburg Stadion, Kerkrade Toeschouwers: 12.630 Scheidsrechter: Eric Braamhaar |                                                                           |           |                                                    | Kieszek, Monteyne, Biemans, Wielaert, Hempte, Delorge, Vormer, Donald, Ramzi (Fledderus 84'), Malki, Junker (Pluim 69') | ten Rouwelaar, Janse, Botteghin, Luijckx, Gorter (Buijs 71'), Gudelj, Gilissen (Lasnik 64'), Schilder, Lurling, Schalk, Bayram (Jozefzoon 46') |  |
|                                                                                                 |                                                                           |           |                                                    | | |  |

| 16 oktober 2011, 14u30                                                                       | Roda JC Kerkrade                                                          | 4-1 (1-1) | ADO Den Haag     | Opstelling Roda JC Kerkrade | Opstelling ADO Den Haag |  |
| Stadion: Parkstad Limburg Stadion, Kerkrade Toeschouwers: 13.030 Scheidsrechter: Ruud Bossen | Sanharib Malki 15' Mitchell Donald 63' Sanharib Malki 78' Ruud Vormer 90' |           | 1' Tjaronn Chery | Kieszek, Monteyne, Biemans, Wielaert, Hempte, Delorge (De Beule 72'), Vormer, Donald (Fledderus 81'), Ramzi, Junker, Malki (Pluim 86') | Coutinho, Ammi (Leeuwin 29'), Horváth(39'), Kum, Supusepa, Immers, Radosavljevič (Vicento 66'), Toornstra, W. Verhoek, J. Verhoek, Chery (Lukšík 46') |  |
| Stadion: Parkstad Limburg Stadion, Kerkrade Toeschouwers: 13.030 Scheidsrechter: Ruud Bossen |                                                                           |           |                  | Kieszek, Monteyne, Biemans, Wielaert, Hempte, Delorge (De Beule 72'), Vormer, Donald (Fledderus 81'), Ramzi, Junker, Malki (Pluim 86') | Coutinho, Ammi (Leeuwin 29'), Horváth(39'), Kum, Supusepa, Immers, Radosavljevič (Vicento 66'), Toornstra, W. Verhoek, J. Verhoek, Chery (Lukšík 46') |  |
| Stadion: Parkstad Limburg Stadion, Kerkrade Toeschouwers: 13.030 Scheidsrechter: Ruud Bossen |                                                                           |           |                  | Kieszek, Monteyne, Biemans, Wielaert, Hempte, Delorge (De Beule 72'), Vormer, Donald (Fledderus 81'), Ramzi, Junker, Malki (Pluim 86') | Coutinho, Ammi (Leeuwin 29'), Horváth(39'), Kum, Supusepa, Immers, Radosavljevič (Vicento 66'), Toornstra, W. Verhoek, J. Verhoek, Chery (Lukšík 46') |  |
|                                                                                              |                                                                           |           |                  | | |  |

| 23 oktober 2011, 14u30                                                             | AZ             | 1-0 (0-0) | Roda JC Kerkrade | Opstelling AZ | Opstelling Roda JC Kerkrade |  |
| Stadion: AFAS Stadion, Alkmaar Toeschouwers: 16.000 Scheidsrechter: Danny Makkelie | Rasmus Elm 51' |           |                  | Esteban, Marcellis, Moisander, Viergever, Poulsen (Klavan 78'), Wernbloom, Maher, Elm, Beerens, Altidore (Benschop 90'), Guðmundsson (Ortíz 67') | Kieszek, Monteyne, Wielaert, Biemans, Hempte, Ramzi (Sutchuin Djoum 83'), Vormer, Donald, Fledderus, Junker (De Beule 65'), Malki |  |
| Stadion: AFAS Stadion, Alkmaar Toeschouwers: 16.000 Scheidsrechter: Danny Makkelie |                |           |                  | Esteban, Marcellis, Moisander, Viergever, Poulsen (Klavan 78'), Wernbloom, Maher, Elm, Beerens, Altidore (Benschop 90'), Guðmundsson (Ortíz 67') | Kieszek, Monteyne, Wielaert, Biemans, Hempte, Ramzi (Sutchuin Djoum 83'), Vormer, Donald, Fledderus, Junker (De Beule 65'), Malki |  |
| Stadion: AFAS Stadion, Alkmaar Toeschouwers: 16.000 Scheidsrechter: Danny Makkelie |                |           |                  | Esteban, Marcellis, Moisander, Viergever, Poulsen (Klavan 78'), Wernbloom, Maher, Elm, Beerens, Altidore (Benschop 90'), Guðmundsson (Ortíz 67') | Kieszek, Monteyne, Wielaert, Biemans, Hempte, Ramzi (Sutchuin Djoum 83'), Vormer, Donald, Fledderus, Junker (De Beule 65'), Malki |  |
|                                                                                    |                |           |                  | | |  |

| 29 oktober 2011, 18u45                                                                               | Roda JC Kerkrade | 0-4 (0-1) | Ajax                                                                       | Opstelling Roda JC Kerkrade | Opstelling Ajax |  |
| Stadion: Parkstad Limburg Stadion, Kerkrade Toeschouwers: 18.400 Scheidsrechter: Reinold Wiedemeijer |                  |           | 6' Christian Eriksen 50' Theo Janssen 57' Jody Lukoki 85' Lorenzo Ebecilio | Kieszek, Monteyne, Wielaert, Biemans, Vuković, Delorge (De Beule 68'), Sutchuin Djoum (Pluim 68'), Donald (Lebedyński 86'), Ramzi, Junker, Malki | Vermeer, Alderweireld, Ooijer, Vertonghen, Anita, Enoh, Eriksen, Janssen (Blind 81'), Lukoki (Özbiliz 78'), de Jong, Boerrigter (Ebecilio 59') |  |
| Stadion: Parkstad Limburg Stadion, Kerkrade Toeschouwers: 18.400 Scheidsrechter: Reinold Wiedemeijer |                  |           |                                                                            | Kieszek, Monteyne, Wielaert, Biemans, Vuković, Delorge (De Beule 68'), Sutchuin Djoum (Pluim 68'), Donald (Lebedyński 86'), Ramzi, Junker, Malki | Vermeer, Alderweireld, Ooijer, Vertonghen, Anita, Enoh, Eriksen, Janssen (Blind 81'), Lukoki (Özbiliz 78'), de Jong, Boerrigter (Ebecilio 59') |  |
| Stadion: Parkstad Limburg Stadion, Kerkrade Toeschouwers: 18.400 Scheidsrechter: Reinold Wiedemeijer |                  |           |                                                                            | Kieszek, Monteyne, Wielaert, Biemans, Vuković, Delorge (De Beule 68'), Sutchuin Djoum (Pluim 68'), Donald (Lebedyński 86'), Ramzi, Junker, Malki | Vermeer, Alderweireld, Ooijer, Vertonghen, Anita, Enoh, Eriksen, Janssen (Blind 81'), Lukoki (Özbiliz 78'), de Jong, Boerrigter (Ebecilio 59') |  |
| |                  |           |                                                                            | | |  |

### November
| 5 november 2011, 19u45                                                                            | Roda JC Kerkrade  | 1-2 (0-1) | sc Heerenveen                         | Opstelling Roda JC Kerkrade | Opstelling sc Heerenveen |  |
| Stadion: Parkstad Limburg Stadion, Kerkrade Toeschouwers: 12.890 Scheidsrechter: Christof Dierick | Jagoš Vuković 55' |           | 42' Oussama Assaidi 49' Filip Đuričić | Kieszek, Monteyne (Lebedyński 85'), Biemans, Vuković, Fledderus, De Beule (Sutchuin Djoum 56'), Wielaert, Donald, Ramzi (Pluim 56'), Junker, Malki | Vandenbussche, Janmaat, Gouweleeuw (El Akchaoui 46'), Zomer, Breuer, Đuričić, Elm, Kums, Narsingh (Švec 81'), Dost, Assaidi (van La Parra 90') |  |
| Stadion: Parkstad Limburg Stadion, Kerkrade Toeschouwers: 12.890 Scheidsrechter: Christof Dierick |                   |           |                                       | Kieszek, Monteyne (Lebedyński 85'), Biemans, Vuković, Fledderus, De Beule (Sutchuin Djoum 56'), Wielaert, Donald, Ramzi (Pluim 56'), Junker, Malki | Vandenbussche, Janmaat, Gouweleeuw (El Akchaoui 46'), Zomer, Breuer, Đuričić, Elm, Kums, Narsingh (Švec 81'), Dost, Assaidi (van La Parra 90') |  |
| Stadion: Parkstad Limburg Stadion, Kerkrade Toeschouwers: 12.890 Scheidsrechter: Christof Dierick |                   |           |                                       | Kieszek, Monteyne (Lebedyński 85'), Biemans, Vuković, Fledderus, De Beule (Sutchuin Djoum 56'), Wielaert, Donald, Ramzi (Pluim 56'), Junker, Malki | Vandenbussche, Janmaat, Gouweleeuw (El Akchaoui 46'), Zomer, Breuer, Đuričić, Elm, Kums, Narsingh (Švec 81'), Dost, Assaidi (van La Parra 90') |  |
|                                                                                                   |                   |           |                                       | | |  |

| 19 november 2011, 19u45                                                               | N.E.C.            | 1-2 (0-0) | Roda JC Kerkrade                    | Opstelling N.E.C. | Opstelling Roda JC Kerkrade                                                                                            |  |
| Stadion: Goffertstadion, Nijmegen Toeschouwers: 12.200 Scheidsrechter: Jeroen Sanders | Melvin Platje 76' |           | 53' Sanharib Malki 75' Wiljan Pluim | Babos, Will, Čmovš, van Eijden (Ibrahim 73'), Conboy, van der Velden (Platje 69'), Vadócz, Koolwijk, George, Schöne, Latupeirissa (Nijland 56') | Kieszek, Monteyne, Wielaert, Biemans, Hempte, De Beule (Vuković 88'), Vormer, Donald, Ramzi, Junker (Pluim 69'), Malki |  |
| Stadion: Goffertstadion, Nijmegen Toeschouwers: 12.200 Scheidsrechter: Jeroen Sanders |                   |           |                                     | Babos, Will, Čmovš, van Eijden (Ibrahim 73'), Conboy, van der Velden (Platje 69'), Vadócz, Koolwijk, George, Schöne, Latupeirissa (Nijland 56') | Kieszek, Monteyne, Wielaert, Biemans, Hempte, De Beule (Vuković 88'), Vormer, Donald, Ramzi, Junker (Pluim 69'), Malki |  |
| Stadion: Goffertstadion, Nijmegen Toeschouwers: 12.200 Scheidsrechter: Jeroen Sanders |                   |           |                                     | Babos, Will, Čmovš, van Eijden (Ibrahim 73'), Conboy, van der Velden (Platje 69'), Vadócz, Koolwijk, George, Schöne, Latupeirissa (Nijland 56') | Kieszek, Monteyne, Wielaert, Biemans, Hempte, De Beule (Vuković 88'), Vormer, Donald, Ramzi, Junker (Pluim 69'), Malki |  |
|                                                                                       |                   |           |                                     | | |  |

| 26 november 2011, 19u45                                                                          | Roda JC Kerkrade                                   | 3-1 (0-0) | Heracles Almelo     | Opstelling Roda JC Kerkrade | Opstelling Heracles Almelo |  |
| Stadion: Parkstad Limburg Stadion, Kerkrade Toeschouwers: 12.846 Scheidsrechter: Maarten Ketting | Mads Junker 66' Mads Junker 68' Sanharib Malki 77' |           | 76' Willie Overtoom | Kieszek, Monteyne, Wielaert, Biemans, Hempte, De Beule, Vormer, Donald, Ramzi (Sutchuin Djoum 90'), Junker (Lebedyński 90+2'), Malki (Pluim 87') | Pasveer, te Wierik, Rienstra, van der Linden, Vejinović, Quansah, Overtoom, Duarte (Bruns 79'), Armenteros, Plet, Everton (Pedro 67') |  |
| Stadion: Parkstad Limburg Stadion, Kerkrade Toeschouwers: 12.846 Scheidsrechter: Maarten Ketting |                                                    |           |                     | Kieszek, Monteyne, Wielaert, Biemans, Hempte, De Beule, Vormer, Donald, Ramzi (Sutchuin Djoum 90'), Junker (Lebedyński 90+2'), Malki (Pluim 87') | Pasveer, te Wierik, Rienstra, van der Linden, Vejinović, Quansah, Overtoom, Duarte (Bruns 79'), Armenteros, Plet, Everton (Pedro 67') |  |
| Stadion: Parkstad Limburg Stadion, Kerkrade Toeschouwers: 12.846 Scheidsrechter: Maarten Ketting |                                                    |           |                     | Kieszek, Monteyne, Wielaert, Biemans, Hempte, De Beule, Vormer, Donald, Ramzi (Sutchuin Djoum 90'), Junker (Lebedyński 90+2'), Malki (Pluim 87') | Pasveer, te Wierik, Rienstra, van der Linden, Vejinović, Quansah, Overtoom, Duarte (Bruns 79'), Armenteros, Plet, Everton (Pedro 67') |  |
|                                                                                                  |                                                    |           |                     | | |  |

### December
| 3 december 2011, 19u45                                                                | De Graafschap | 1-2 (0-0) | Roda JC Kerkrade                  | Opstelling De Graafschap | Opstelling Roda JC Kerkrade |  |
| Stadion: De Vijverberg, Doetinchem Toeschouwers: 11.627 Scheidsrechter: Dennis Higler | Yuri Rose 82' |           | 46' Sanharib Malki 65' Adil Ramzi | De Winter, Jansen, Wormgoor, Meijer, van de Pavert (Fränkel 62'), de Leeuw (El Hassnaoui 51'), Rose, Breinburg (Kaak 83'), Kujala, Sreckovic, Poepon | Kieszek, Monteyne, Biemans, Vuković, Hempte, De Beule, Vormer, Donald (Pluim 75'), Ramzi, Malki (Broekhof 87'), Junker (Lebedyński 90+2') |  |
| Stadion: De Vijverberg, Doetinchem Toeschouwers: 11.627 Scheidsrechter: Dennis Higler |               |           |                                   | De Winter, Jansen, Wormgoor, Meijer, van de Pavert (Fränkel 62'), de Leeuw (El Hassnaoui 51'), Rose, Breinburg (Kaak 83'), Kujala, Sreckovic, Poepon | Kieszek, Monteyne, Biemans, Vuković, Hempte, De Beule, Vormer, Donald (Pluim 75'), Ramzi, Malki (Broekhof 87'), Junker (Lebedyński 90+2') |  |
| Stadion: De Vijverberg, Doetinchem Toeschouwers: 11.627 Scheidsrechter: Dennis Higler |               |           |                                   | De Winter, Jansen, Wormgoor, Meijer, van de Pavert (Fränkel 62'), de Leeuw (El Hassnaoui 51'), Rose, Breinburg (Kaak 83'), Kujala, Sreckovic, Poepon | Kieszek, Monteyne, Biemans, Vuković, Hempte, De Beule, Vormer, Donald (Pluim 75'), Ramzi, Malki (Broekhof 87'), Junker (Lebedyński 90+2') |  |
|                                                                                       |               |           |                                   | | |  |

| 11 december 2011, 12u30                                                                      | VVV-Venlo                             | 2-0 (1-0) | Roda JC Kerkrade | Opstelling VVV-Venlo | Opstelling Roda JC Kerkrade |  |
| Stadion: Seacon Stadion - De Koel -, Venlo Toeschouwers: 7.650 Scheidsrechter: Björn Kuipers | Barry Maguire 45+1' Bryan Linssen 83' |           |                  | de Vogt, Timisela (Mei 84'), Yoshida, Meeuwis, Fleuren, Maguire, Molhoek (de Regt 75'), Cullen (Verbeek 80'), Linssen, Musa, Wildschut | Kieszek(43'), Monteyne, Wielaert, Biemans (Vuković 9'), Hempte, Vormer, De Beule, Donald (Delorge 72'), Ramzi (Prus 45'), Junker, Malki |  |
| Stadion: Seacon Stadion - De Koel -, Venlo Toeschouwers: 7.650 Scheidsrechter: Björn Kuipers |                                       |           |                  | de Vogt, Timisela (Mei 84'), Yoshida, Meeuwis, Fleuren, Maguire, Molhoek (de Regt 75'), Cullen (Verbeek 80'), Linssen, Musa, Wildschut | Kieszek(43'), Monteyne, Wielaert, Biemans (Vuković 9'), Hempte, Vormer, De Beule, Donald (Delorge 72'), Ramzi (Prus 45'), Junker, Malki |  |
| Stadion: Seacon Stadion - De Koel -, Venlo Toeschouwers: 7.650 Scheidsrechter: Björn Kuipers |                                       |           |                  | de Vogt, Timisela (Mei 84'), Yoshida, Meeuwis, Fleuren, Maguire, Molhoek (de Regt 75'), Cullen (Verbeek 80'), Linssen, Musa, Wildschut | Kieszek(43'), Monteyne, Wielaert, Biemans (Vuković 9'), Hempte, Vormer, De Beule, Donald (Delorge 72'), Ramzi (Prus 45'), Junker, Malki |  |
| Bijz.: Junker mist penalty (65')                                                             |                                       |           |                  | | |  |

| 17 december 2011, 19u45                                                                         | Roda JC Kerkrade | 7-0 (3-0) | Excelsior | Opstelling Roda JC Kerkrade | Opstelling Excelsior |  |
| Stadion: Parkstad Limburg Stadion, Kerkrade Toeschouwers: 13.834 Scheidsrechter: Tom van Sichem | Jagoš Vuković 5' Davy De Beule 28' Ruud Vormer 34' Arnaud Sutchuin 78' Mitchell Donald 82' Arnaud Sutchuin 84' Mikołaj Lebedyński 88' |           |           | Prus, Monteyne, Wielaert, Vuković, Hempte, De Beule (Lebedyński 85'), Vormer, Donald, Ramzi (Sutchuin Djoum 69'), Junker, Malki (Pluim 68') | de Ruiter, Smith, van Steensel, Nieveld, de Graaf, Mattheij (de Vries 62'), Alberg (Vorthoren 43', Vincken 62'), Wattamaleo, Maatsen, van Buren, Jansen |  |
| Stadion: Parkstad Limburg Stadion, Kerkrade Toeschouwers: 13.834 Scheidsrechter: Tom van Sichem | |           |           | Prus, Monteyne, Wielaert, Vuković, Hempte, De Beule (Lebedyński 85'), Vormer, Donald, Ramzi (Sutchuin Djoum 69'), Junker, Malki (Pluim 68') | de Ruiter, Smith, van Steensel, Nieveld, de Graaf, Mattheij (de Vries 62'), Alberg (Vorthoren 43', Vincken 62'), Wattamaleo, Maatsen, van Buren, Jansen |  |
| Stadion: Parkstad Limburg Stadion, Kerkrade Toeschouwers: 13.834 Scheidsrechter: Tom van Sichem | |           |           | Prus, Monteyne, Wielaert, Vuković, Hempte, De Beule (Lebedyński 85'), Vormer, Donald, Ramzi (Sutchuin Djoum 69'), Junker, Malki (Pluim 68') | de Ruiter, Smith, van Steensel, Nieveld, de Graaf, Mattheij (de Vries 62'), Alberg (Vorthoren 43', Vincken 62'), Wattamaleo, Maatsen, van Buren, Jansen |  |
|                                                                                                 | |           |           | | |  |

### Januari
| 20 januari 2012, 20u00                                                                      | ADO Den Haag                                              | 3-3 (2-1) | Roda JC Kerkrade                                      | Opstelling ADO Den Haag | Opstelling Roda JC Kerkrade |  |
| Stadion: Kyocera Stadion, Den Haag Toeschouwers: 14.003 Scheidsrechter: Reinold Wiedemeijer | John Verhoek 3' Charlton Vicento 24' Charlton Vicento 58' |           | 15' Mads Junker 48' Sanharib Malki 82' Sanharib Malki | Coutinho, Kum, Horváth, Supusepa, Immers, Visser, Chery, Toornstra, W. Verhoek, J. Verhoek (van Duinen 85'), Vicento (Boussaboun 66') | Kieszek, Monteyne, Wielaert, Vuković, Hempte, De Beule (Fledderus 72'), Vormer, Donald (Lebedyński 80'), Ramzi (Sutchuin Djoum 72'), Junker, Malki |  |
| Stadion: Kyocera Stadion, Den Haag Toeschouwers: 14.003 Scheidsrechter: Reinold Wiedemeijer |                                                           |           |                                                       | Coutinho, Kum, Horváth, Supusepa, Immers, Visser, Chery, Toornstra, W. Verhoek, J. Verhoek (van Duinen 85'), Vicento (Boussaboun 66') | Kieszek, Monteyne, Wielaert, Vuković, Hempte, De Beule (Fledderus 72'), Vormer, Donald (Lebedyński 80'), Ramzi (Sutchuin Djoum 72'), Junker, Malki |  |
| Stadion: Kyocera Stadion, Den Haag Toeschouwers: 14.003 Scheidsrechter: Reinold Wiedemeijer |                                                           |           |                                                       | Coutinho, Kum, Horváth, Supusepa, Immers, Visser, Chery, Toornstra, W. Verhoek, J. Verhoek (van Duinen 85'), Vicento (Boussaboun 66') | Kieszek, Monteyne, Wielaert, Vuković, Hempte, De Beule (Fledderus 72'), Vormer, Donald (Lebedyński 80'), Ramzi (Sutchuin Djoum 72'), Junker, Malki |  |
|                                                                                             |                                                           |           |                                                       | | |  |

| 28 januari 2012, 20u45                                                                            | Roda JC Kerkrade                   | 2-0 (2-0) | AZ | Opstelling Roda JC Kerkrade | Opstelling AZ |  |
| Stadion: Parkstad Limburg Stadion, Kerkrade Toeschouwers: 14.655 Scheidsrechter: Serdar Gözübüyük | Sanharib Malki 10' Mads Junker 33' |           |    | Kieszek, Monteyne, Wielaert, Vuković, Hempte, De Beule (Biemans 90+3'), Vormer, Donald, Ramzi, Junker (Sutchuim Djoum 87'), Malki (Pluim 79') | Esteban, Reijnen, Moisander, Viergever, Poulsen, Maher (Klavan 46'), Martens, Ortíz (Altidore 46'), Beerens, Benschop, Holman (Guðmundsson 70') |  |
| Stadion: Parkstad Limburg Stadion, Kerkrade Toeschouwers: 14.655 Scheidsrechter: Serdar Gözübüyük |                                    |           |    | Kieszek, Monteyne, Wielaert, Vuković, Hempte, De Beule (Biemans 90+3'), Vormer, Donald, Ramzi, Junker (Sutchuim Djoum 87'), Malki (Pluim 79') | Esteban, Reijnen, Moisander, Viergever, Poulsen, Maher (Klavan 46'), Martens, Ortíz (Altidore 46'), Beerens, Benschop, Holman (Guðmundsson 70') |  |
| Stadion: Parkstad Limburg Stadion, Kerkrade Toeschouwers: 14.655 Scheidsrechter: Serdar Gözübüyük |                                    |           |    | Kieszek, Monteyne, Wielaert, Vuković, Hempte, De Beule (Biemans 90+3'), Vormer, Donald, Ramzi, Junker (Sutchuim Djoum 87'), Malki (Pluim 79') | Esteban, Reijnen, Moisander, Viergever, Poulsen, Maher (Klavan 46'), Martens, Ortíz (Altidore 46'), Beerens, Benschop, Holman (Guðmundsson 70') |  |
|                                                                                                   |                                    |           |    | | |  |

### Februari
| 3 februari 2012, 20u00                                                                       | sc Heerenveen                                               | 4-3 (2-2) | Roda JC Kerkrade                                       | Opstelling sc Heerenveen | Opstelling Roda JC Kerkrade |  |
| Stadion: Abe Lenstra Stadion, Heerenveen Toeschouwers: 23.000 Scheidsrechter: Jeroen Sanders | Bas Dost 5' Daryl Janmaat 16' Gerald Sibon 63' Bas Dost 70' |           | 9' Sanharib Malki 44' Sanharib Malki 51' Davy De Beule | Vandenbussche, Janmaat, Gouweleeuw, Kruiswijk, Breuer (Schmidt 67'), Đuričić (Roorda 83'), Kums, Elm, Narsingh, Dost, van La Parra (Sibon 61') | Kieszek, Monteyne (Pluim 87'), Wielaert, Vuković, Hempte, De Beule (Sutchuim Djoum 71'), Vormer, Donald, Ramzi (Fledderus 71'), Junker, Malki |  |
| Stadion: Abe Lenstra Stadion, Heerenveen Toeschouwers: 23.000 Scheidsrechter: Jeroen Sanders |                                                             |           |                                                        | Vandenbussche, Janmaat, Gouweleeuw, Kruiswijk, Breuer (Schmidt 67'), Đuričić (Roorda 83'), Kums, Elm, Narsingh, Dost, van La Parra (Sibon 61') | Kieszek, Monteyne (Pluim 87'), Wielaert, Vuković, Hempte, De Beule (Sutchuim Djoum 71'), Vormer, Donald, Ramzi (Fledderus 71'), Junker, Malki |  |
| Stadion: Abe Lenstra Stadion, Heerenveen Toeschouwers: 23.000 Scheidsrechter: Jeroen Sanders |                                                             |           |                                                        | Vandenbussche, Janmaat, Gouweleeuw, Kruiswijk, Breuer (Schmidt 67'), Đuričić (Roorda 83'), Kums, Elm, Narsingh, Dost, van La Parra (Sibon 61') | Kieszek, Monteyne (Pluim 87'), Wielaert, Vuković, Hempte, De Beule (Sutchuim Djoum 71'), Vormer, Donald, Ramzi (Fledderus 71'), Junker, Malki |  |
|                                                                                              |                                                             |           |                                                        | | |  |

| 11 februari 2012, 19u45                                                                     | Roda JC Kerkrade   | 1-0 (0-0) | N.E.C. | Opstelling Roda JC Kerkrade | Opstelling N.E.C. |  |
| Stadion: Parkstad Limburg Stadion, Kerkrade Toeschouwers: 12.088 Scheidsrechter: Ed Janssen | Sanharib Malki 56' |           |        | Kieszek, Monteyne, Wielaert, Vuković, Hempte, De Beule (Sutchuim Djoum 75'), Vormer, Donald, Ramzi (Fledderus 46'), Junker (Biemans 86'), Malki | Babos, Szélesi (Platje 82'), van Eijden, Nuytinck, Conboy, van der Velden, Vadócz, Schöne (Nijland 81'), Koolwijk, George (Goossens 81'), Zeefuik |  |
| Stadion: Parkstad Limburg Stadion, Kerkrade Toeschouwers: 12.088 Scheidsrechter: Ed Janssen |                    |           |        | Kieszek, Monteyne, Wielaert, Vuković, Hempte, De Beule (Sutchuim Djoum 75'), Vormer, Donald, Ramzi (Fledderus 46'), Junker (Biemans 86'), Malki | Babos, Szélesi (Platje 82'), van Eijden, Nuytinck, Conboy, van der Velden, Vadócz, Schöne (Nijland 81'), Koolwijk, George (Goossens 81'), Zeefuik |  |
| Stadion: Parkstad Limburg Stadion, Kerkrade Toeschouwers: 12.088 Scheidsrechter: Ed Janssen |                    |           |        | Kieszek, Monteyne, Wielaert, Vuković, Hempte, De Beule (Sutchuim Djoum 75'), Vormer, Donald, Ramzi (Fledderus 46'), Junker (Biemans 86'), Malki | Babos, Szélesi (Platje 82'), van Eijden, Nuytinck, Conboy, van der Velden, Vadócz, Schöne (Nijland 81'), Koolwijk, George (Goossens 81'), Zeefuik |  |
|                                                                                             |                    |           |        | | |  |

| 18 februari 2012, 20u45                                                      | Heracles Almelo                 | 2-1 (0-1) | Roda JC Kerkrade   | Opstelling Heracles Almelo                                                                                                  | Opstelling Roda JC Kerkrade |  |
| Stadion: Polman Stadion, Almelo Toeschouwers: 8.431 Scheidsrechter: Wim Smet | Everton 65' Willie Overtoom 78' |           | 40' Sanharib Malki | Pasveer, Breukers, Rienstra, van der Linden, Looms, Duarte, Overtoom, Bruns (Belterman 90+1'), Douglas, Armenteros, Everton | Kieszek(75'), Monteyne, Vuković, Wielaert, Hempte (Biemans 22'), Sutchuim Djoum, Vormer, Donald (Pluim 86'), Ramzi, Junker (Prus 77'), Malki |  |
| Stadion: Polman Stadion, Almelo Toeschouwers: 8.431 Scheidsrechter: Wim Smet |                                 |           |                    | Pasveer, Breukers, Rienstra, van der Linden, Looms, Duarte, Overtoom, Bruns (Belterman 90+1'), Douglas, Armenteros, Everton | Kieszek(75'), Monteyne, Vuković, Wielaert, Hempte (Biemans 22'), Sutchuim Djoum, Vormer, Donald (Pluim 86'), Ramzi, Junker (Prus 77'), Malki |  |
| Stadion: Polman Stadion, Almelo Toeschouwers: 8.431 Scheidsrechter: Wim Smet |                                 |           |                    | Pasveer, Breukers, Rienstra, van der Linden, Looms, Duarte, Overtoom, Bruns (Belterman 90+1'), Douglas, Armenteros, Everton | Kieszek(75'), Monteyne, Vuković, Wielaert, Hempte (Biemans 22'), Sutchuim Djoum, Vormer, Donald (Pluim 86'), Ramzi, Junker (Prus 77'), Malki |  |
|                                                                              |                                 |           |                    | | |  |

| 25 februari 2012, 19u45                                                                          | Roda JC Kerkrade | 0-2 (0-1) | De Graafschap                              | Opstelling Roda JC Kerkrade | Opstelling De Graafschap |  |
| Stadion: Parkstad Limburg Stadion, Kerkrade Toeschouwers: 13.358 Scheidsrechter: Jochem Kamphuis |                  |           | 26' Rydell Poepon 90' Soufian El Hassnaoui | Prus, Monteyne, Wielaert, Vuković, Fledderus, Vormer, De Beule (Biemans 81'), Ramzi (Delorge 61'), Donald (Pluim 46'), Junker, Malki | De Winter, Nalbantoğlu, Saeijs, van de Pavert, Evers, Rose (Kaak 77'), Meijer, El Hassnaoui, Vermouth (Breinburg 70'), de Leeuw (Screckovic 72'), Poepon |  |
| Stadion: Parkstad Limburg Stadion, Kerkrade Toeschouwers: 13.358 Scheidsrechter: Jochem Kamphuis |                  |           |                                            | Prus, Monteyne, Wielaert, Vuković, Fledderus, Vormer, De Beule (Biemans 81'), Ramzi (Delorge 61'), Donald (Pluim 46'), Junker, Malki | De Winter, Nalbantoğlu, Saeijs, van de Pavert, Evers, Rose (Kaak 77'), Meijer, El Hassnaoui, Vermouth (Breinburg 70'), de Leeuw (Screckovic 72'), Poepon |  |
| Stadion: Parkstad Limburg Stadion, Kerkrade Toeschouwers: 13.358 Scheidsrechter: Jochem Kamphuis |                  |           |                                            | Prus, Monteyne, Wielaert, Vuković, Fledderus, Vormer, De Beule (Biemans 81'), Ramzi (Delorge 61'), Donald (Pluim 46'), Junker, Malki | De Winter, Nalbantoğlu, Saeijs, van de Pavert, Evers, Rose (Kaak 77'), Meijer, El Hassnaoui, Vermouth (Breinburg 70'), de Leeuw (Screckovic 72'), Poepon |  |
|                                                                                                  |                  |           |                                            | | |  |

### Maart
| 4 maart 2012, 14u30                                                                       | Ajax                                                                              | 4-1 (0-1) | Roda JC Kerkrade   | Opstelling Ajax | Opstelling Roda JC Kerkrade |  |
| Stadion: Amsterdam ArenA, Amsterdam Toeschouwers: 50.939 Scheidsrechter: Richard Liesveld | Lorenzo Ebecilio 67' Vurnon Anita 77' Lorenzo Ebecilio 89' Lorenzo Ebecilio 90+3' |           | 40' Sanharib Malki | Vermeer, Alderweireld, Ooijer (van Rhijn 78'), Vertonghen, de Jong, Anita, Eriksen, Janssen, Özbiliz (Aissati 56'), Boelykin, Sulejmani (Ebecilio 31') | Prus, Monteyne, Biemans, Vuković, Fledderus, De Beule (Delorge 74'), Sutchuim Djoum, Donald, Ramzi, Junker (Lebedyński 88'), Malki |  |
| Stadion: Amsterdam ArenA, Amsterdam Toeschouwers: 50.939 Scheidsrechter: Richard Liesveld |                                                                                   |           |                    | Vermeer, Alderweireld, Ooijer (van Rhijn 78'), Vertonghen, de Jong, Anita, Eriksen, Janssen, Özbiliz (Aissati 56'), Boelykin, Sulejmani (Ebecilio 31') | Prus, Monteyne, Biemans, Vuković, Fledderus, De Beule (Delorge 74'), Sutchuim Djoum, Donald, Ramzi, Junker (Lebedyński 88'), Malki |  |
| Stadion: Amsterdam ArenA, Amsterdam Toeschouwers: 50.939 Scheidsrechter: Richard Liesveld |                                                                                   |           |                    | Vermeer, Alderweireld, Ooijer (van Rhijn 78'), Vertonghen, de Jong, Anita, Eriksen, Janssen, Özbiliz (Aissati 56'), Boelykin, Sulejmani (Ebecilio 31') | Prus, Monteyne, Biemans, Vuković, Fledderus, De Beule (Delorge 74'), Sutchuim Djoum, Donald, Ramzi, Junker (Lebedyński 88'), Malki |  |
|                                                                                           |                                                                                   |           |                    | | |  |

| 9 maart 2012, 20u00                                                                            | Roda JC Kerkrade                                        | 3-1 (0-1) | VVV-Venlo        | Opstelling Roda JC Kerkrade | Opstelling VVV-Venlo |  |
| Stadion: Parkstad Limburg Stadion, Kerkrade Toeschouwers: 16.333 Scheidsrechter: Björn Kuipers | Sanharib Malki 51' Davy De Beule 60' Sanharib Malki 86' |           | 39' Maya Yoshida | Kieszek, Monteyne, Biemans, Vuković (Broekhof 89'), Hempte, De Beule (Delorge 71'), Vormer, Donald (Fledderus 74'), Ramzi, Junker, Malki | Gentenaar, Timisela, Vorstermans, Yoshida(73'), Leiwakabessy, Meeuwis, Holla, Kruijsen (Linssen 65'), Berghuis (Cullen 65'), Nwofor (de Regt 76'), Wildschut |  |
| Stadion: Parkstad Limburg Stadion, Kerkrade Toeschouwers: 16.333 Scheidsrechter: Björn Kuipers |                                                         |           |                  | Kieszek, Monteyne, Biemans, Vuković (Broekhof 89'), Hempte, De Beule (Delorge 71'), Vormer, Donald (Fledderus 74'), Ramzi, Junker, Malki | Gentenaar, Timisela, Vorstermans, Yoshida(73'), Leiwakabessy, Meeuwis, Holla, Kruijsen (Linssen 65'), Berghuis (Cullen 65'), Nwofor (de Regt 76'), Wildschut |  |
| Stadion: Parkstad Limburg Stadion, Kerkrade Toeschouwers: 16.333 Scheidsrechter: Björn Kuipers |                                                         |           |                  | Kieszek, Monteyne, Biemans, Vuković (Broekhof 89'), Hempte, De Beule (Delorge 71'), Vormer, Donald (Fledderus 74'), Ramzi, Junker, Malki | Gentenaar, Timisela, Vorstermans, Yoshida(73'), Leiwakabessy, Meeuwis, Holla, Kruijsen (Linssen 65'), Berghuis (Cullen 65'), Nwofor (de Regt 76'), Wildschut |  |
|                                                                                                |                                                         |           |                  | | |  |

| 17 maart 2012, 19u45                                                                       | Excelsior                                   | 2-1 (1-0) | Roda JC Kerkrade     | Opstelling Excelsior | Opstelling Roda JC Kerkrade |  |
| Stadion: Stadion Woudestein, Rotterdam Toeschouwers: 3.531 Scheidsrechter: Maarten Ketting | Rangelo Janga 5' Jagoš Vuković (e.d.) 90+2' |           | 90+5' Sanharib Malki | de Ruiter, van Deelen, Schenkeveld, Nieveld (Smith 88'), Scheimann, Jansen, Alberg, Broerse, te Vrede (Maatsen 68'), Janga, Kalisse (Bruins 79') | Kieszek, Monteyne, Biemans, Vuković, Hempte, De Beule (Fledderus 70'), Vormer, Donald (Sutchuim Djoum 84'), Ramzi (Hupperts 79'), Junker, Malki |  |
| Stadion: Stadion Woudestein, Rotterdam Toeschouwers: 3.531 Scheidsrechter: Maarten Ketting |                                             |           |                      | de Ruiter, van Deelen, Schenkeveld, Nieveld (Smith 88'), Scheimann, Jansen, Alberg, Broerse, te Vrede (Maatsen 68'), Janga, Kalisse (Bruins 79') | Kieszek, Monteyne, Biemans, Vuković, Hempte, De Beule (Fledderus 70'), Vormer, Donald (Sutchuim Djoum 84'), Ramzi (Hupperts 79'), Junker, Malki |  |
| Stadion: Stadion Woudestein, Rotterdam Toeschouwers: 3.531 Scheidsrechter: Maarten Ketting |                                             |           |                      | de Ruiter, van Deelen, Schenkeveld, Nieveld (Smith 88'), Scheimann, Jansen, Alberg, Broerse, te Vrede (Maatsen 68'), Janga, Kalisse (Bruins 79') | Kieszek, Monteyne, Biemans, Vuković, Hempte, De Beule (Fledderus 70'), Vormer, Donald (Sutchuim Djoum 84'), Ramzi (Hupperts 79'), Junker, Malki |  |
|                                                                                            |                                             |           |                      | | |  |

| 24 maart 2012, 18u45                                                                          | Roda JC Kerkrade                                     | 3-1 (2-1) | Vitesse          | Opstelling Roda JC Kerkrade | Opstelling Vitesse |  |
| Stadion: Parkstad Limburg Stadion, Kerkrade Toeschouwers: 15.340 Scheidsrechter: Jan Wegereef | Sanharib Malki 25' Davy De Beule 37' Mads Junker 49' |           | 38' Davy Pröpper | Kieszek, Monteyne, Biemans, Vuković, Hempte, Delorge, Vormer, De Beule (Donald 86'), Ramzi (Fledderus 46'), Junker (Hupperts 90+1'), Malki | Velthuizen, Yasuda (Havenaar 59'), Kasjia, Kalas, van Aanholt, van Ginkel, Annan, Pröpper, Ibarra, Bony, Büttner (Tsjantoeria 78') |  |
| Stadion: Parkstad Limburg Stadion, Kerkrade Toeschouwers: 15.340 Scheidsrechter: Jan Wegereef |                                                      |           |                  | Kieszek, Monteyne, Biemans, Vuković, Hempte, Delorge, Vormer, De Beule (Donald 86'), Ramzi (Fledderus 46'), Junker (Hupperts 90+1'), Malki | Velthuizen, Yasuda (Havenaar 59'), Kasjia, Kalas, van Aanholt, van Ginkel, Annan, Pröpper, Ibarra, Bony, Büttner (Tsjantoeria 78') |  |
| Stadion: Parkstad Limburg Stadion, Kerkrade Toeschouwers: 15.340 Scheidsrechter: Jan Wegereef |                                                      |           |                  | Kieszek, Monteyne, Biemans, Vuković, Hempte, Delorge, Vormer, De Beule (Donald 86'), Ramzi (Fledderus 46'), Junker (Hupperts 90+1'), Malki | Velthuizen, Yasuda (Havenaar 59'), Kasjia, Kalas, van Aanholt, van Ginkel, Annan, Pröpper, Ibarra, Bony, Büttner (Tsjantoeria 78') |  |
|                                                                                               |                                                      |           |                  | | |  |

| 31 maart 2012, 19u45                                                                 | FC Twente                      | 2-0 (0-0) | Roda JC Kerkrade | Opstelling FC Twente | Opstelling Roda JC Kerkrade |  |
| Stadion: Grolsch Veste, Enschede Toeschouwers: 29.750 Scheidsrechter: Pol van Boekel | Douglas 55' Wesley Verhoek 83' |           |                  | Boschker, Rosales, Bengtsson, Douglas, Tiendalli, Janssen (Leugers 90+2'), Brama, Fer, Chadli, Plet (Verhoek 67'), John | Kieszek, Monteyne, Biemans, Vuković, Hempte, Delorge (Fledderus 87'), Vormer, De Beule (Donald 61', Sutchuim Djoum 78'), Ramzi, Junker, Malki |  |
| Stadion: Grolsch Veste, Enschede Toeschouwers: 29.750 Scheidsrechter: Pol van Boekel |                                |           |                  | Boschker, Rosales, Bengtsson, Douglas, Tiendalli, Janssen (Leugers 90+2'), Brama, Fer, Chadli, Plet (Verhoek 67'), John | Kieszek, Monteyne, Biemans, Vuković, Hempte, Delorge (Fledderus 87'), Vormer, De Beule (Donald 61', Sutchuim Djoum 78'), Ramzi, Junker, Malki |  |
| Stadion: Grolsch Veste, Enschede Toeschouwers: 29.750 Scheidsrechter: Pol van Boekel |                                |           |                  | Boschker, Rosales, Bengtsson, Douglas, Tiendalli, Janssen (Leugers 90+2'), Brama, Fer, Chadli, Plet (Verhoek 67'), John | Kieszek, Monteyne, Biemans, Vuković, Hempte, Delorge (Fledderus 87'), Vormer, De Beule (Donald 61', Sutchuim Djoum 78'), Ramzi, Junker, Malki |  |
|                                                                                      |                                |           |                  | | |  |

### April
| 11 april 2012, 20u00                                                                              | Roda JC Kerkrade | 0-0 (0-0) | Feyenoord | Opstelling Roda JC Kerkrade | Opstelling Feyenoord                                                                                               |  |
| Stadion: Parkstad Limburg Stadion, Kerkrade Toeschouwers: 17.029 Scheidsrechter: Richard Liesveld |                  |           |           | Kieszek, Monteyne, Biemans, Vuković, Hempte, Delorge, Vormer, De Beule (Sutchuim Djoum 75'), Ramzi, Malki, Junker (Hupperts 87') | Mulder, Leerdam, de Vrij, Vlaar, Martins Indi, El Ahmadi, Clasie, Bakkal, Schaken (Fernandez 60'), Guidetti, Cissé |  |
| Stadion: Parkstad Limburg Stadion, Kerkrade Toeschouwers: 17.029 Scheidsrechter: Richard Liesveld |                  |           |           | Kieszek, Monteyne, Biemans, Vuković, Hempte, Delorge, Vormer, De Beule (Sutchuim Djoum 75'), Ramzi, Malki, Junker (Hupperts 87') | Mulder, Leerdam, de Vrij, Vlaar, Martins Indi, El Ahmadi, Clasie, Bakkal, Schaken (Fernandez 60'), Guidetti, Cissé |  |
| Stadion: Parkstad Limburg Stadion, Kerkrade Toeschouwers: 17.029 Scheidsrechter: Richard Liesveld |                  |           |           | Kieszek, Monteyne, Biemans, Vuković, Hempte, Delorge, Vormer, De Beule (Sutchuim Djoum 75'), Ramzi, Malki, Junker (Hupperts 87') | Mulder, Leerdam, de Vrij, Vlaar, Martins Indi, El Ahmadi, Clasie, Bakkal, Schaken (Fernandez 60'), Guidetti, Cissé |  |
|                                                                                                   |                  |           |           | | |  |

| 15 april 2012, 12u30                                                         | FC Groningen | 0-1 (0-1) | Roda JC Kerkrade | Opstelling FC Groningen | Opstelling Roda JC Kerkrade |  |
| Stadion: Euroborg, Groningen Toeschouwers: 21.931 Scheidsrechter: Ed Janssen |              |           | 35' Rob Wielaert | Luciano, Hieariej (Texeira 84'), Ivens, Sparv, Burnet (van de Laak 57'), Bos (Jones 68'), Keurntjes, Pedersen, Andersson, Tadić, Suk | Kieszek, Monteyne, Wielaert, Biemans, Hempte, Delorge (Vuković 59'), Vormer, De Beule (Sutchuim Djoum 80'), Ramzi, Malki (Hupperts 90'), Junker |  |
| Stadion: Euroborg, Groningen Toeschouwers: 21.931 Scheidsrechter: Ed Janssen |              |           |                  | Luciano, Hieariej (Texeira 84'), Ivens, Sparv, Burnet (van de Laak 57'), Bos (Jones 68'), Keurntjes, Pedersen, Andersson, Tadić, Suk | Kieszek, Monteyne, Wielaert, Biemans, Hempte, Delorge (Vuković 59'), Vormer, De Beule (Sutchuim Djoum 80'), Ramzi, Malki (Hupperts 90'), Junker |  |
| Stadion: Euroborg, Groningen Toeschouwers: 21.931 Scheidsrechter: Ed Janssen |              |           |                  | Luciano, Hieariej (Texeira 84'), Ivens, Sparv, Burnet (van de Laak 57'), Bos (Jones 68'), Keurntjes, Pedersen, Andersson, Tadić, Suk | Kieszek, Monteyne, Wielaert, Biemans, Hempte, Delorge (Vuković 59'), Vormer, De Beule (Sutchuim Djoum 80'), Ramzi, Malki (Hupperts 90'), Junker |  |
|                                                                              |              |           |                  | | |  |

| 20 april 2012, 20u00                                                                   | NAC Breda | 0-3 (0-0) | Roda JC Kerkrade                                       | Opstelling NAC Breda | Opstelling Roda JC Kerkrade |  |
| Stadion: Rat Verlegh Stadion, Breda Toeschouwers: 18.300 Scheidsrechter: Björn Kuipers |           |           | 58' Sanharib Malki 75' Mitchell Donald 90' Ruud Vormer | ten Rouwelaar, Koenders, Luijckx, Botteghin, El Akchaoui, Gilissen (Sarpong 78'), Buijs, Schilder, Lurling, Kolk (Schalk 68'), Boukhari (Bayram 68') | Kieszek, Monteyne, Wielaert, Biemans, Fledderus, Delorge, Vormer, De Beule (Donald 74'), Ramzi, Junker (Vuković 74'), Malki (Hupperts 89') |  |
| Stadion: Rat Verlegh Stadion, Breda Toeschouwers: 18.300 Scheidsrechter: Björn Kuipers |           |           |                                                        | ten Rouwelaar, Koenders, Luijckx, Botteghin, El Akchaoui, Gilissen (Sarpong 78'), Buijs, Schilder, Lurling, Kolk (Schalk 68'), Boukhari (Bayram 68') | Kieszek, Monteyne, Wielaert, Biemans, Fledderus, Delorge, Vormer, De Beule (Donald 74'), Ramzi, Junker (Vuković 74'), Malki (Hupperts 89') |  |
| Stadion: Rat Verlegh Stadion, Breda Toeschouwers: 18.300 Scheidsrechter: Björn Kuipers |           |           |                                                        | ten Rouwelaar, Koenders, Luijckx, Botteghin, El Akchaoui, Gilissen (Sarpong 78'), Buijs, Schilder, Lurling, Kolk (Schalk 68'), Boukhari (Bayram 68') | Kieszek, Monteyne, Wielaert, Biemans, Fledderus, Delorge, Vormer, De Beule (Donald 74'), Ramzi, Junker (Vuković 74'), Malki (Hupperts 89') |  |
|                                                                                        |           |           |                                                        | | |  |

| 29 april 2012, 12u30                                                                         | Roda JC Kerkrade   | 1-3 (0-2) | PSV                                            | Opstelling Roda JC Kerkrade | Opstelling PSV |  |
| Stadion: Parkstad Limburg Stadion, Kerkrade Toeschouwers: 17.106 Scheidsrechter: Bas Nijhuis | Sanharib Malki 65' |           | 7' Dries Mertens 31' Marcelo 84' Memphis Depay | Kieszek(82'), Monteyne, Biemans, Vuković (Donald 39'), Fledderus, Delorge (Sutchuim Djoum 63'), Wielaert, Vormer, Ramzi (Prus 82'), Junker, Malki | Tytoń, Hutchinson, Marcelo, Bouma, Willems, Labyad, Toivonen, Strootman (Engelaar 89'), Wijnaldum, Lens (Matavž 89'), Mertens (Depay 77') |  |
| Stadion: Parkstad Limburg Stadion, Kerkrade Toeschouwers: 17.106 Scheidsrechter: Bas Nijhuis |                    |           |                                                | Kieszek(82'), Monteyne, Biemans, Vuković (Donald 39'), Fledderus, Delorge (Sutchuim Djoum 63'), Wielaert, Vormer, Ramzi (Prus 82'), Junker, Malki | Tytoń, Hutchinson, Marcelo, Bouma, Willems, Labyad, Toivonen, Strootman (Engelaar 89'), Wijnaldum, Lens (Matavž 89'), Mertens (Depay 77') |  |
| Stadion: Parkstad Limburg Stadion, Kerkrade Toeschouwers: 17.106 Scheidsrechter: Bas Nijhuis |                    |           |                                                | Kieszek(82'), Monteyne, Biemans, Vuković (Donald 39'), Fledderus, Delorge (Sutchuim Djoum 63'), Wielaert, Vormer, Ramzi (Prus 82'), Junker, Malki | Tytoń, Hutchinson, Marcelo, Bouma, Willems, Labyad, Toivonen, Strootman (Engelaar 89'), Wijnaldum, Lens (Matavž 89'), Mertens (Depay 77') |  |
| Bijz.: Lens mist penalty (83')                                                               |                    |           |                                                | | |  |

### Mei
| 2 mei 2012, 20u00                                                                      | RKC Waalwijk                                                                             | 5-2 (4-1) | Roda JC Kerkrade                   | Opstelling RKC Waalwijk | Opstelling Roda JC Kerkrade |  |
| Stadion: Mandemakers Stadion, Waalwijk Toeschouwers: 6.000 Scheidsrechter: Pieter Vink | Evander Sno 4' Rick ten Voorde 20' Aaron Meijers 39' Aaron Meijers 45+2' Evander Sno 77' |           | 38' Mads Junker 75' Sanharib Malki | Zoet, Martina, Drost, Ramos (van Mosselveld 76'), van Peppen, Sno, Duits, ten Voorde (Alakmak 85'), Meijers (Braber 73'), Schet, Németh | Prus, Monteyne, Wielaert, Biemans, Fledderus (Hupperts 37'), Broekhof, Sutchuim Djoum (Paulissen 87'), Donald, Ramzi, Junker, Malki |  |
| Stadion: Mandemakers Stadion, Waalwijk Toeschouwers: 6.000 Scheidsrechter: Pieter Vink |                                                                                          |           |                                    | Zoet, Martina, Drost, Ramos (van Mosselveld 76'), van Peppen, Sno, Duits, ten Voorde (Alakmak 85'), Meijers (Braber 73'), Schet, Németh | Prus, Monteyne, Wielaert, Biemans, Fledderus (Hupperts 37'), Broekhof, Sutchuim Djoum (Paulissen 87'), Donald, Ramzi, Junker, Malki |  |
| Stadion: Mandemakers Stadion, Waalwijk Toeschouwers: 6.000 Scheidsrechter: Pieter Vink |                                                                                          |           |                                    | Zoet, Martina, Drost, Ramos (van Mosselveld 76'), van Peppen, Sno, Duits, ten Voorde (Alakmak 85'), Meijers (Braber 73'), Schet, Németh | Prus, Monteyne, Wielaert, Biemans, Fledderus (Hupperts 37'), Broekhof, Sutchuim Djoum (Paulissen 87'), Donald, Ramzi, Junker, Malki |  |
|                                                                                        |                                                                                          |           |                                    | | |  |

| 6 mei 2012, 14u30                                                                           | Roda JC Kerkrade   | 1-3 (0-1) | FC Utrecht                                                 | Opstelling Roda JC Kerkrade | Opstelling FC Utrecht |  |
| Stadion: Parkstad Limburg Stadion, Kerkrade Toeschouwers: 14.651 Scheidsrechter: Kevin Blom | Sanharib Malki 60' |           | 45' Alexander Gerndt 49' Yoshiaki Takagi 86' Frank Demouge | Prus, Monteyne, Wielaert, Biemans, Vuković, Delorge (Sutchuim Djoum 66'), Vormer, Donald (Lebedyński 87'), Ramzi (Hupperts 46'), Junker, Malki | van Dijk, van der Maarel, van der Hoorn, Wuytens, Zullo, Duplan, Sneijder (Markiet 85'), Takagi (Sarota 70'), van der Gun (Kali 12'), Demouge, Gerndt |  |
| Stadion: Parkstad Limburg Stadion, Kerkrade Toeschouwers: 14.651 Scheidsrechter: Kevin Blom |                    |           |                                                            | Prus, Monteyne, Wielaert, Biemans, Vuković, Delorge (Sutchuim Djoum 66'), Vormer, Donald (Lebedyński 87'), Ramzi (Hupperts 46'), Junker, Malki | van Dijk, van der Maarel, van der Hoorn, Wuytens, Zullo, Duplan, Sneijder (Markiet 85'), Takagi (Sarota 70'), van der Gun (Kali 12'), Demouge, Gerndt |  |
| Stadion: Parkstad Limburg Stadion, Kerkrade Toeschouwers: 14.651 Scheidsrechter: Kevin Blom |                    |           |                                                            | Prus, Monteyne, Wielaert, Biemans, Vuković, Delorge (Sutchuim Djoum 66'), Vormer, Donald (Lebedyński 87'), Ramzi (Hupperts 46'), Junker, Malki | van Dijk, van der Maarel, van der Hoorn, Wuytens, Zullo, Duplan, Sneijder (Markiet 85'), Takagi (Sarota 70'), van der Gun (Kali 12'), Demouge, Gerndt |  |
|                                                                                             |                    |           |                                                            | | |  |

## KNVB Beker

### 2e Ronde
| 20 september 2011, 20u00                                                                  | VV Bennekom       | 1-6 (0-4) | Roda JC Kerkrade                                                                                        | Opstelling VV Bennekom | Opstelling Roda JC Kerkrade |  |
| Stadion: Sportpark de Eikelhof, Bennekom Toeschouwers: 1.200 Scheidsrechter: Rogier Honig | Kevin Sissing 70' |           | 8' Wiljan Pluim 30' Davy De Beule 40' Wiljan Pluim 41' Mitchell Donald 53' Ruud Vormer 64' Rob Wielaert | Rensen, van Rooijen (van Rijn 57'), R. van der Wal, Gerritsen, C. van der Wal, Heller (Wissink 66'), Foltan, Sissing, Kamphorst (van der Heiden 74'), Kaba, Rogers | Kieszek, Monteyne, Wielaert, Biemans (Vuković 46'), Hempte, Vormer, De Beule, Donald (Broekhof 65'), Sutchuin Djoum (Ramzi 46'), Pluim, Malki |  |
| Stadion: Sportpark de Eikelhof, Bennekom Toeschouwers: 1.200 Scheidsrechter: Rogier Honig |                   |           | | Rensen, van Rooijen (van Rijn 57'), R. van der Wal, Gerritsen, C. van der Wal, Heller (Wissink 66'), Foltan, Sissing, Kamphorst (van der Heiden 74'), Kaba, Rogers | Kieszek, Monteyne, Wielaert, Biemans (Vuković 46'), Hempte, Vormer, De Beule, Donald (Broekhof 65'), Sutchuin Djoum (Ramzi 46'), Pluim, Malki |  |
| Stadion: Sportpark de Eikelhof, Bennekom Toeschouwers: 1.200 Scheidsrechter: Rogier Honig |                   |           | | Rensen, van Rooijen (van Rijn 57'), R. van der Wal, Gerritsen, C. van der Wal, Heller (Wissink 66'), Foltan, Sissing, Kamphorst (van der Heiden 74'), Kaba, Rogers | Kieszek, Monteyne, Wielaert, Biemans (Vuković 46'), Hempte, Vormer, De Beule, Donald (Broekhof 65'), Sutchuin Djoum (Ramzi 46'), Pluim, Malki |  |
|                                                                                           |                   |           | | | |  |

### 3e Ronde
| 26 oktober 2011, 20u45                                                                        | Roda JC Kerkrade                   | 2-4 (1-1) | Ajax                                                                         | Opstelling Roda JC Kerkrade | Opstelling Ajax |  |
| Stadion: Parkstad Limburg Stadion, Kerkrade Toeschouwers: 14.630 Scheidsrechter: Jan Wegereef | Mitchell Donald 3' Mads Junker 65' |           | 4' Jan Vertonghen 63' Derk Boerrigter 72' Derk Boerrigter 88' Jan Vertonghen | Kieszek, Monteyne, Biemans, Wielaert (Pluim 87'), Hempte (Vuković 46'), Ramzi, Donald, Vormer, Fledderus (De Beule 81'), Junker, Malki | Cillessen, Alderweireld, Ooijer (van der Wiel 90+1'), Vertonghen, Anita, de Jong, Enoh, Janssen, Lukoki, Boelykin, Boerrigter |  |
| Stadion: Parkstad Limburg Stadion, Kerkrade Toeschouwers: 14.630 Scheidsrechter: Jan Wegereef |                                    |           |                                                                              | Kieszek, Monteyne, Biemans, Wielaert (Pluim 87'), Hempte (Vuković 46'), Ramzi, Donald, Vormer, Fledderus (De Beule 81'), Junker, Malki | Cillessen, Alderweireld, Ooijer (van der Wiel 90+1'), Vertonghen, Anita, de Jong, Enoh, Janssen, Lukoki, Boelykin, Boerrigter |  |
| Stadion: Parkstad Limburg Stadion, Kerkrade Toeschouwers: 14.630 Scheidsrechter: Jan Wegereef |                                    |           |                                                                              | Kieszek, Monteyne, Biemans, Wielaert (Pluim 87'), Hempte (Vuković 46'), Ramzi, Donald, Vormer, Fledderus (De Beule 81'), Junker, Malki | Cillessen, Alderweireld, Ooijer (van der Wiel 90+1'), Vertonghen, Anita, de Jong, Enoh, Janssen, Lukoki, Boelykin, Boerrigter |  |
|                                                                                               |                                    |           |                                                                              | | |  |

ADO Den Haag ·
Ajax ·
AZ ·
Excelsior ·
Feyenoord ·
De Graafschap ·
FC Groningen ·
sc Heerenveen ·
Heracles Almelo ·
NAC Breda ·
N.E.C. ·
PSV ·
RKC Waalwijk ·
Roda JC Kerkrade ·
FC Twente ·
FC Utrecht ·
Vitesse ·
VVV-Venlo